# 臺北孔子廟
25°04′23″N 121°31′00″E / 25.072920°N 121.516611°E
臺北孔子廟，又稱大龍峒孔廟，是位於臺灣臺北市大同區保安里、鄰近大龍峒保安宮的孔廟，由鹿港辜家、陳悅記家族獻地，自臺灣日治時期的1925年開始規劃，以替代臺北府文廟，建物占地約四千多坪，1927年動工，1939年竣工。建築為泉州風格，總工程師王益順，1990年代被列為直轄市定古蹟。國曆9月28日教師節的秋祭釋奠禮時，政府官員會派代表祭祀，並有仿效明朝制度的佾舞。

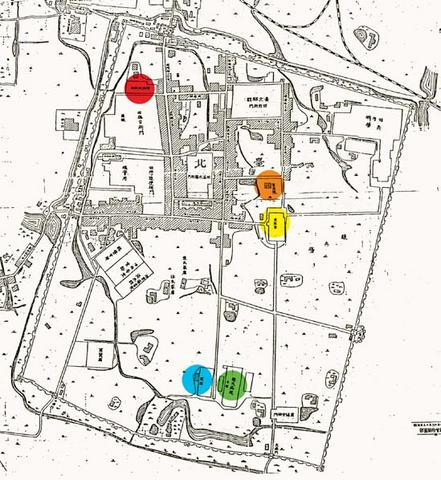
臺北城地圖，綠色標記為臺北府文廟。

## 建物

### 興建
日本人因建立臺北州立第一高女，拆除臺北府文廟（孔廟）。1925年，臺北地方士紳群集永樂町（今迪化街）漢醫醫師葉鍊金家宅，共議再建孔廟。陳悅記家族的詩人陳培根表示若如建於大龍峒（今大同區），就願捐獻私地，後來他捐地兩千餘坪，辜顯榮亦購田獻地一千餘坪。
辜顯榮、陳培根、洪以南、黃純青、陳天來、黃贊鈞、吳昌才、謝汝銓、李聲元等九位士紳號召倡捐。林右藻之子林凌霜之子也發起募建，並寫了《素王本紀》、籌設孔道宣講團，親自巡迴臺灣全島講學。
廟身為1925年由溪底派大木作匠師王益順規畫設計，建於大龍峒保安宮東側，由辜顯榮請來在北門鄭家任教的鄭家珍作堪輿，1927年動土興工。部分材料由集大成木材行供應，也獲得建築商林秀、建築師周財出力，日本政府亦贈2萬日圓作建廟補助。大成殿建造由溪底派王錦木負責施工，至1929年竣工。雕刻師們在大成殿內製作一百八十六座神主，其中李松林負責孔子神主，在樟木上刻出九隻五爪蟠龍，再敷以金箔片。至1930年8月，崇聖祠、儀門、東西廡（含東西廂）等均先後落成，然後擇吉恭奉先師、四配、十二哲暨後殿聖祖、兩廡先賢、先儒等神牌陞座。1939年欞星門、禮門、義路、萬仞宮牆等完工後，整體建築群大功告成。耗資26萬日圓。
臺灣戰後時期的地址曾為蘭州街261號，今址為大龍街275號，位於保安里。

### 格局
建地總面積4164.94坪。廟身在主軸線上，自前而後，為萬仞宮牆、泮池、與主軸垂直的禮門與義路、棂星门、儀門（大成門）、大成殿、崇聖祠；兩翼為東、西兩廡；而在大成殿與崇聖祠之間為東、西廊。明倫堂則在主軸的左側，另成院落。原先的各種平面圖、立面詳細圖及大樣圖均已遺失。
原先規劃左畔空地前為明倫堂，後為朱子祠，樓上奉祀朱子及文昌帝君，樓下闢為圖書館。右畔空地計劃興建武廟，後面建造奉祀魁星的奎樓。但當時因經費不濟，左右畔四座建築物均未興建。
廟前則有六藝廣場，為2005年9月5日計畫宣告定案。

#### 宮牆

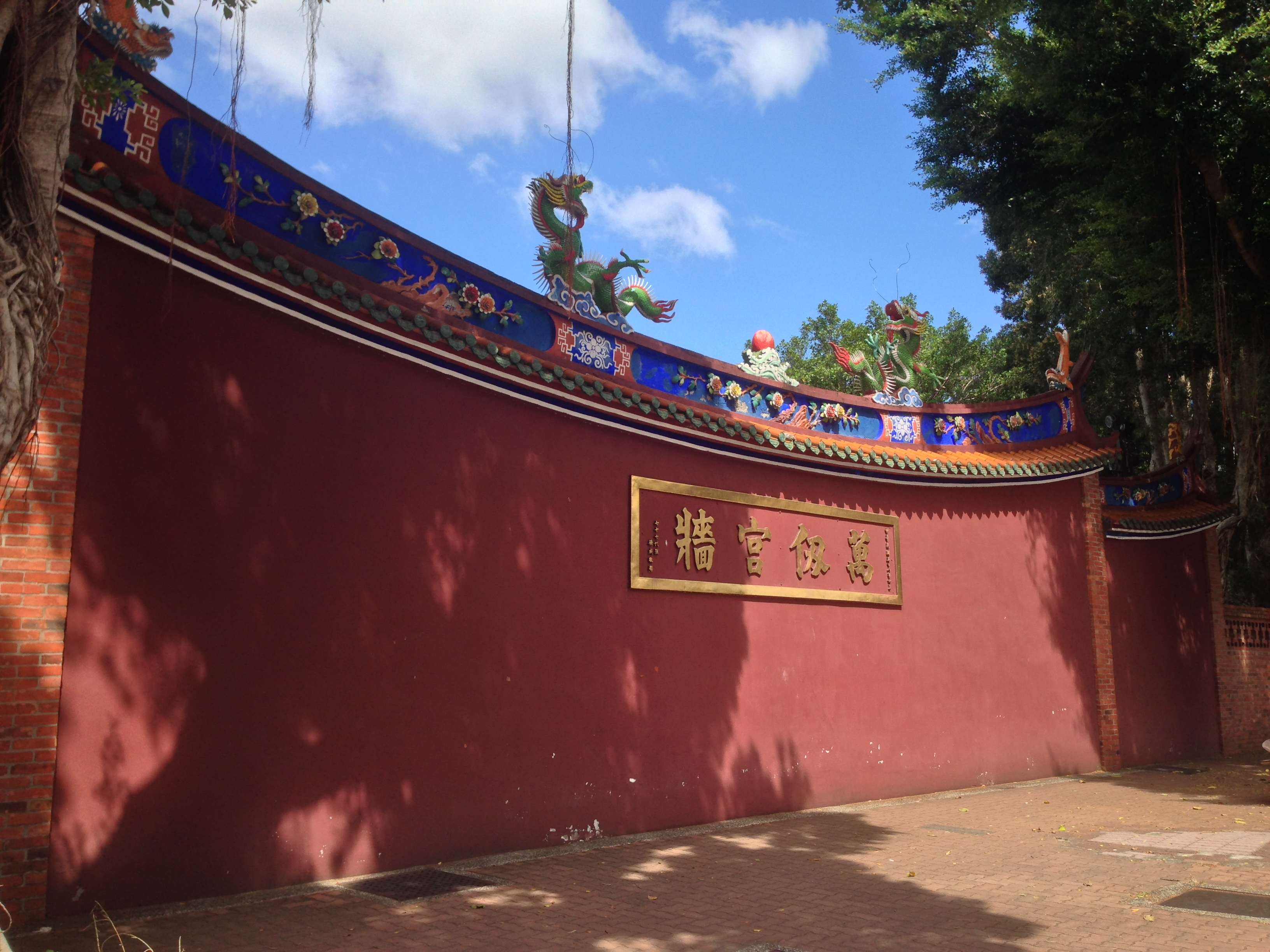
萬仞宮牆

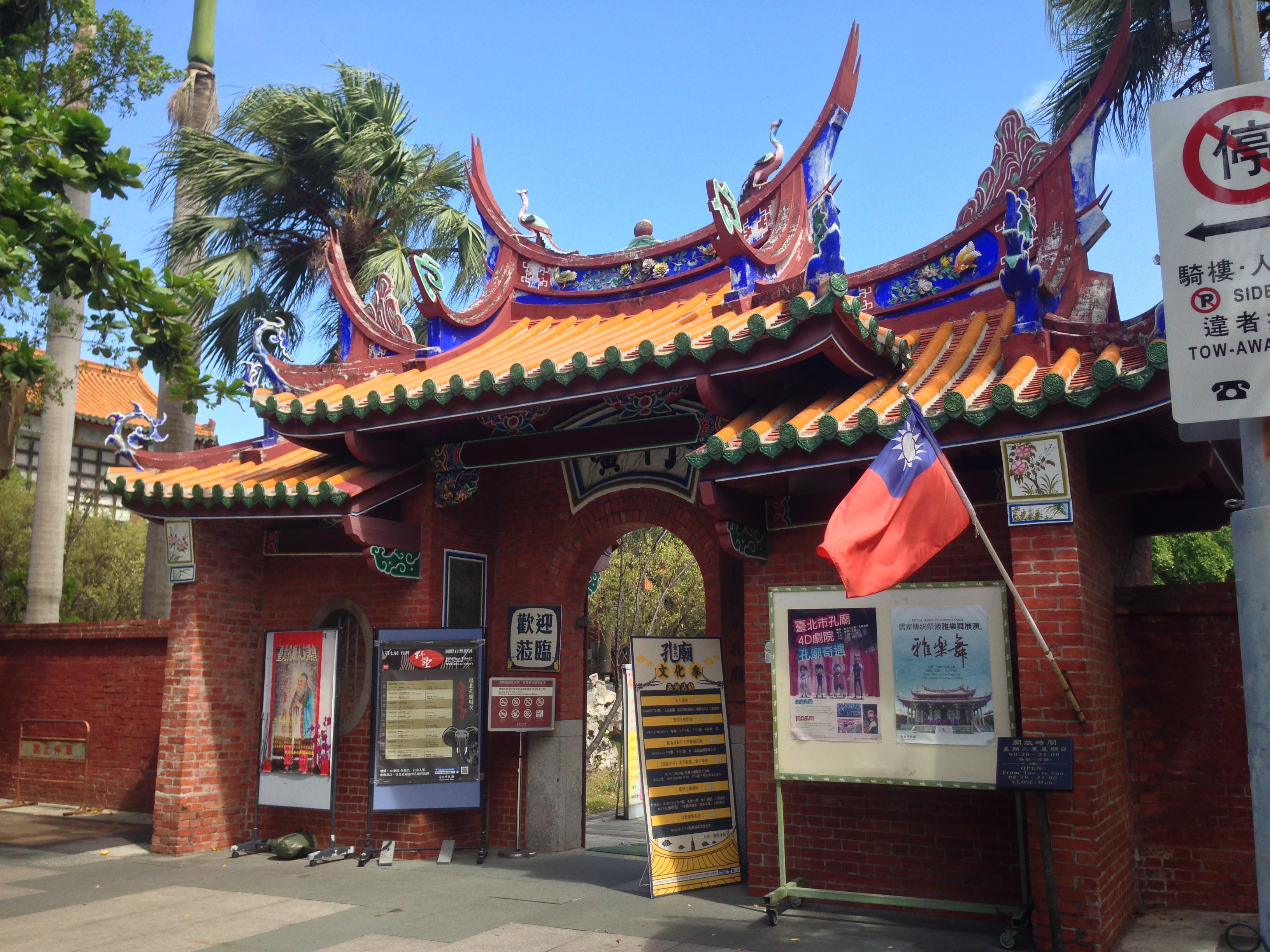
黌門

該廟正南邊、酒泉街一側有一座高大的照牆，「萬仞宮牆」書於外側，內側繪麒麟。廟無正門，以此牆阻擋，入廟須從黌門（西邊門）或泮宮（東邊門）進入。一說萬仞宮牆是代表孔子學問道德高深、求學絕無捷徑；另說台北州沒有出過狀元，依舊俗，孔廟需有狀元及第者才能建造正門──狀元門，並開正門迎接狀元入廟祭孔。黌門是此孔廟最重要出入口，門口不置石獅。東邊的泮宮的出入則受貼近門牆的住戶影響。
1991年，臺電在萬仞宮牆與黌門設立兩座高約5公尺的輸配電鐵塔，被批評影響景觀。市政府曾計畫拆除東側住戶，建立碑林廣場，但被反對，因此2004年放棄。2005年台北市政府決定東側的民房建物高度限制為4層樓高，以保護孔廟視野延伸線，避免造成視覺上突兀。
馬英九擔任市長時，由都市發展局、民政局、文化局與大同區公所共同負責的大龍峒文化園區，原計畫計畫拆除東院側的七十二戶民宅，被質疑難行。大龍峒文化園區曾計畫將宮牆高度由2.35降為1.2公尺，佐以多層次植栽，使外人進入孔廟時感受開闊尺度，受學者塑造莊嚴氛圍為由一致反對降低提案，遂2006年11月8日退回其案。

#### 欞星門和泮池

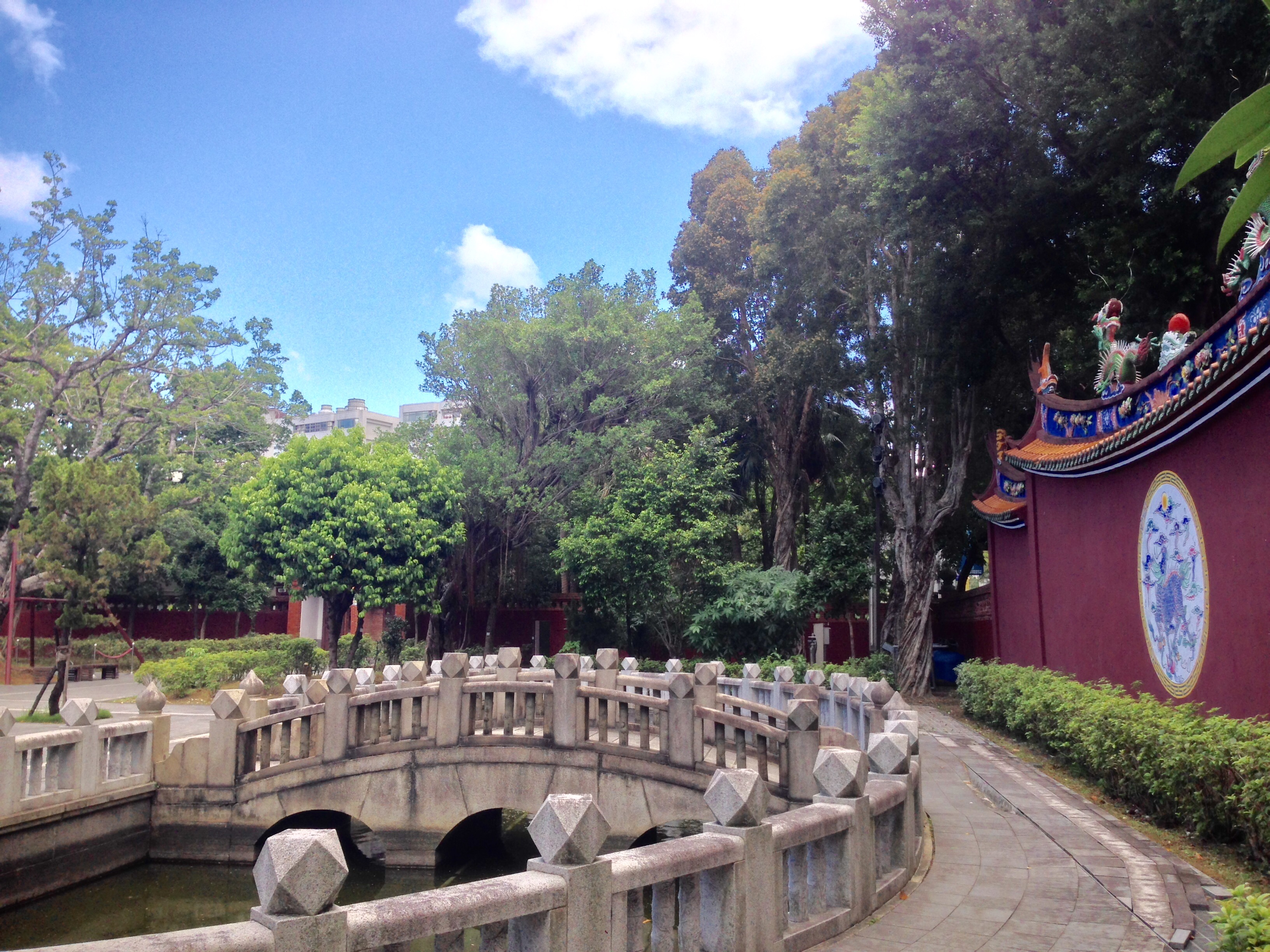
泮池

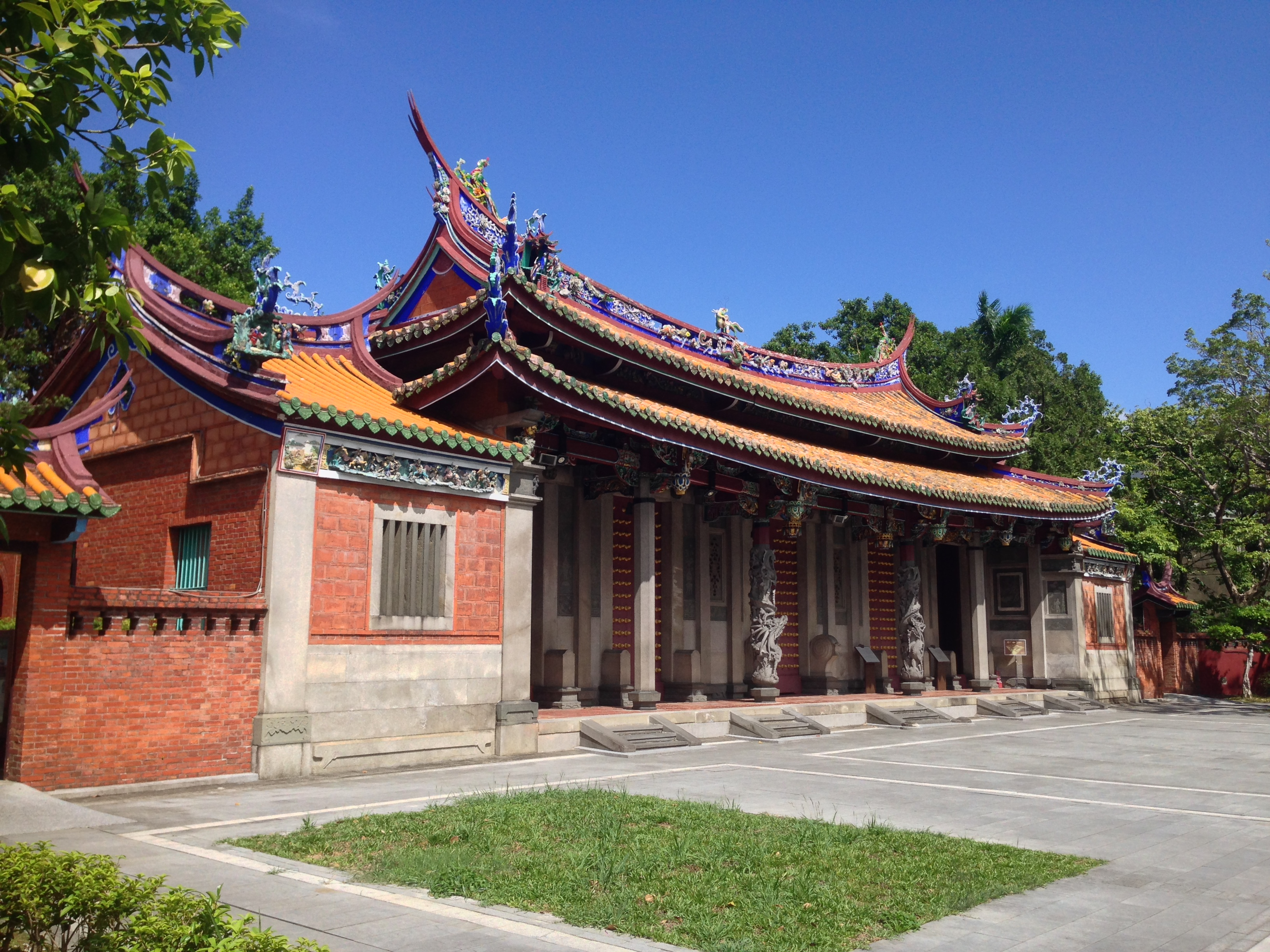
欞星門

從黌門走進，再穿過禮門便能見到分列孔廟中軸左右的櫺星門和泮池。
泮池位於欞星門之前，萬仞宮牆之後，為半月形的水池，具防災、調節暑熱和風水之象徵意義。植有桂花，意寓「折桂集大成」，比喻科舉及第。在泮池中有座三孔的石拱橋，橋面彎曲虹，兩側圍以石彫竹節形欄杆，稱為「泮橋」。泮池與欞星門間的路稱為「青雲路」，有兩棵1962年植樹節由時任正副總統蔣中正與陳誠手植的龍柏，2011年園區整修時鋪設水泥鋪面。
欞星門有如牌坊，面寬七開間，用歇山重簷式屋頂，入口中央有泉州石材的蟠龍石，門板上的108枚凸出的門釘乃遵循古制的門扇作法。櫺星門墀頭裝飾著姚自來、林再興的交趾陶作品。牆上也具各種花鳥圖案的石雕，多採簡潔的花鳥題材。

#### 合院

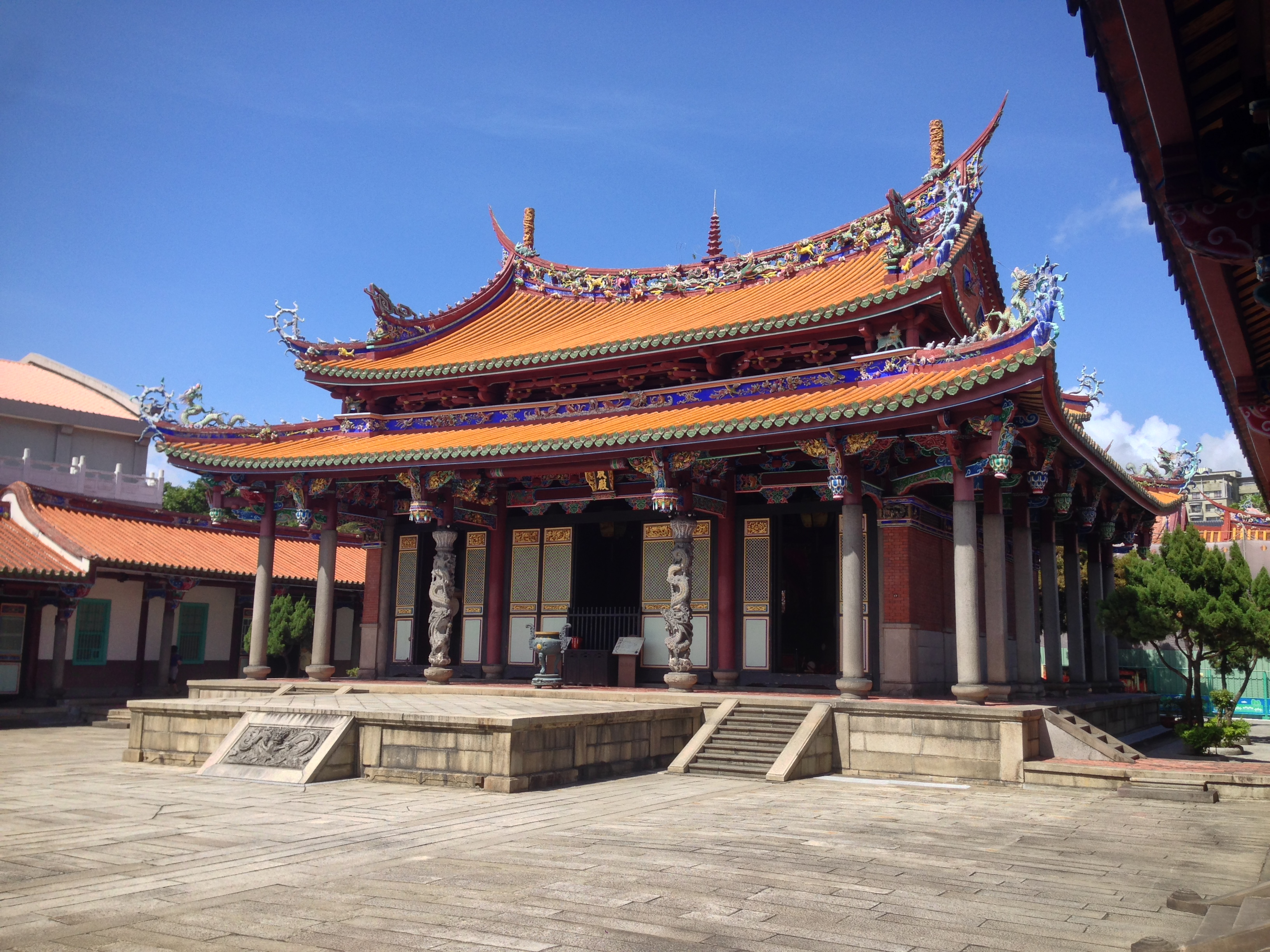
大成殿

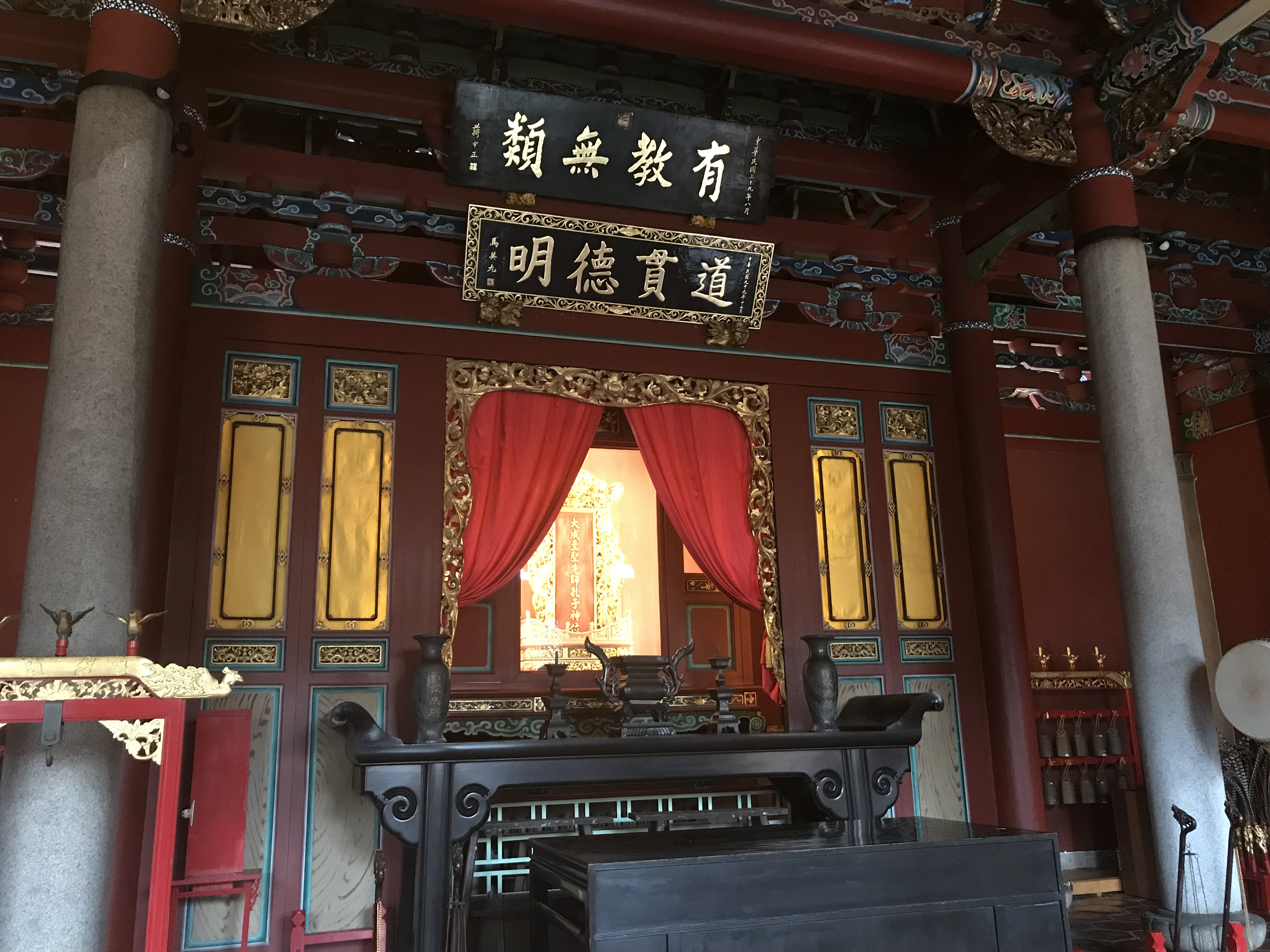
大成殿內-大成至聖先師孔子神位

大成殿、儀門及東西兩廡所共同組成的合院，乃孔廟核心。
經過櫺星門後第二座是儀門，又稱「大成門」，為大成殿主門，門內放置祭孔用的鏞鐘和晉鼓，屋頂為露明造，樑架左右細部雕琢不同，面寬五開間，左右的金聲門與玉振門作為平時出入之用。儀門東側在2006年後設有弘道祠。
經過儀門就是立在花岡石庭院中央的大成殿，共用四十二根泉州白石石柱。面寬五開間，進深六開間。台基階級共五級，以代表尊貴的大殿才可用。殿四周設走馬廊，可沿屋簷迴廊繞行一周。殿前凸出的台座叫「月台」，也喚作「丹墀」，乃祭孔時安置樂器、供佾生佾舞之場所。月台前方嵌有御路，又稱「石陛」，不得踐踏。這些石彫出自泉州惠安一帶的匠師，風格蒼勁古拙。
此廟與台南孔廟與彰化孔廟大成殿丹墀皆受空間限制，祭孔時只能排定諸侯的六佾舞（佾生三十六人）。1965年9月24日時，立委谷正鼎就有提議要另建規模宏大的孔廟，讓八佾舞應求合式。在1990年報導，民政局已研究在祭孔中再加上武舞，以補文舞之不足。該年原本有意擴大以八佾舞取代六佾舞，但因預算遭市議會刪除而作罷。直到2001年首度舉行八佾舞。第二次則是2008年時任中華民國總統的馬英九親臨秋祭時。
樑柱上所使用斗栱，支撐中央的藻井及四周的天花板，其構造都以木榫結合，不用鐵釘，為典型的泉州風格。屋頂採閩南式歇山重簷，結合閩南廟宇及臺灣在地廟宇裝飾，以黃瓦覆頂。上有豐富的龍、馬、象、花、草、鳥、人物等剪黏及泥塑。規帶上又有數十隻泥塑梟鳥，以身為惡鳥的梟鳥會聽孔子講道來代表有教無類。水車堵有洪坤福的文王聘子牙、堯聘舜、商湯聘伊尹、劉備聘孔明這些交趾陶系列作，合稱「四聘」。屋頂上左右各有一根通天柱，傳說是代表儒教能通乎天意，或說是秦始皇焚書坑儒時的儒生在自宅屋頂上建造煙囪狀來藏匿經書。1977年9月30日，林洋港面對台北市議員黃聯富市議會總質詢時說，台北市文獻委員會執行秘書王國璠解釋時任福建漳州知府的朱熹於重修漳州府文庙時，在大成殿的屋頂上豎兩根通天柱，代表孔子人格道德與天相通，被臺灣各地孔廟模仿。屋脊中央還有一座七級的小塔。孔廟指導委員蔣復璁依據《舊都文物略》及《重修台郡各建築圖說》，極力主張拆此佛教色彩的塔。1987年8月18日廟方開會時，學者曾討論是否趁整修時，拆除有道教色彩的通天柱與佛教色彩的寶塔，結果無共識。
殿內殿內上方裝置八角藻井，共有二十四支斗栱向中央集中，斗栱上升四層之後，再減為十六支斗栱收至頂心，藻井四角落藏有四隻蝙蝠雕飾，取其諧音為「賜福」。
殿正中除神龕供奉孔子神位外，左右牆供奉四配復聖顏子、宗聖曾子、述聖子思、和亞聖孟子與十二哲等神位。懸掛於殿內的「有教無類」匾額，為1950年8月蔣中正所贈。當年8月27日孔子誕辰日，他率領官員在此祭孔。

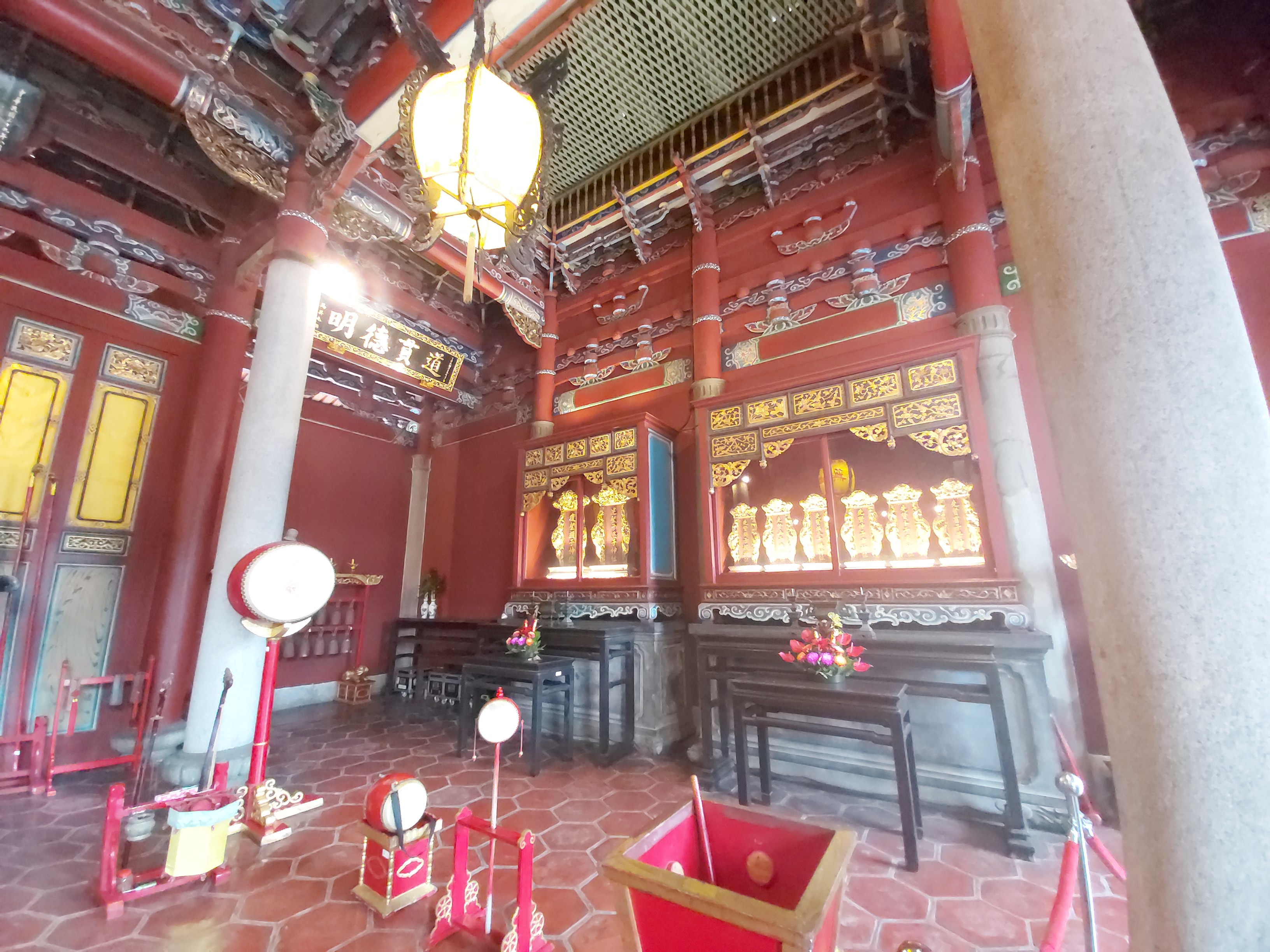
大成殿龍邊
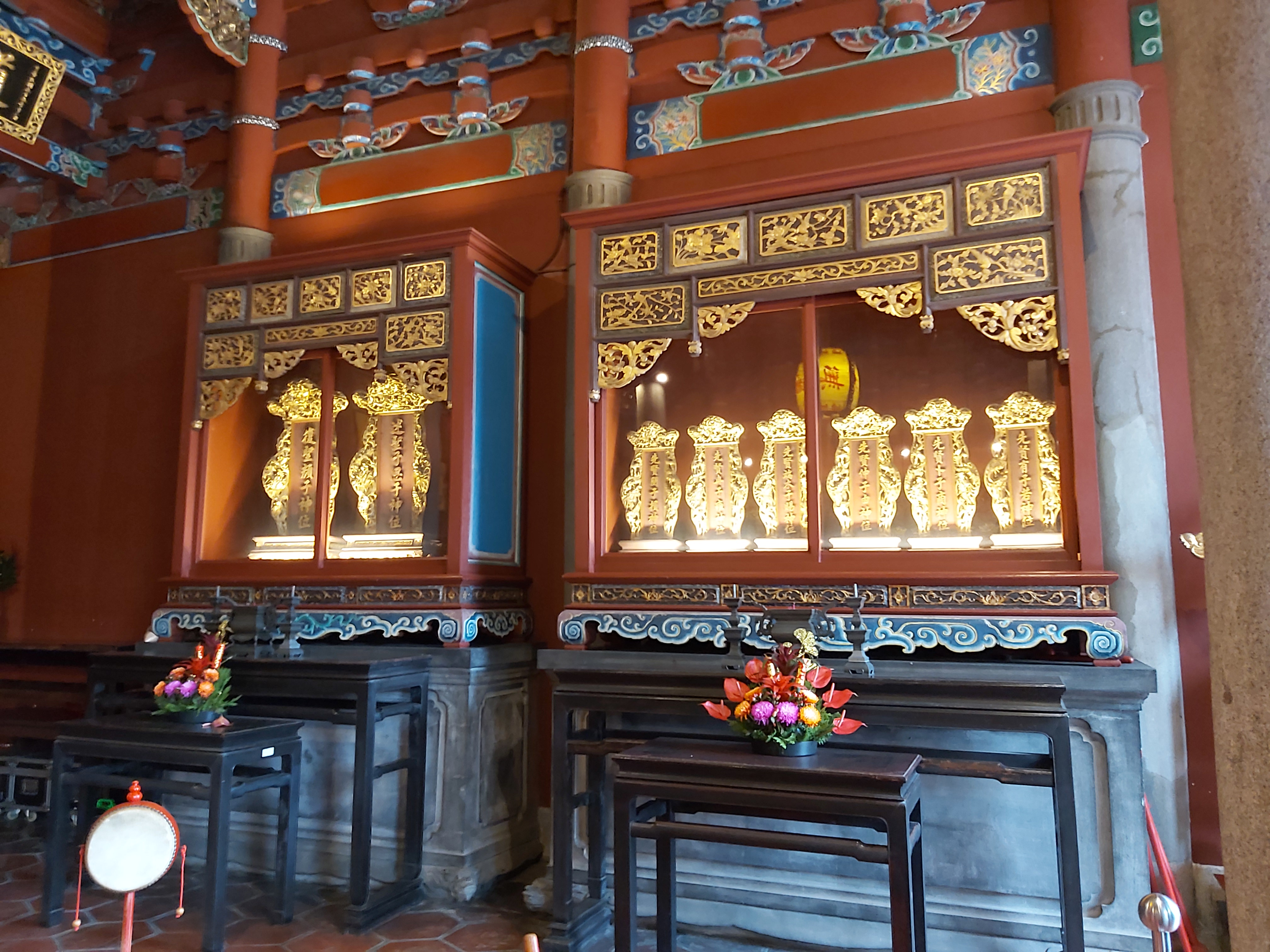
龍邊四配十二哲神位
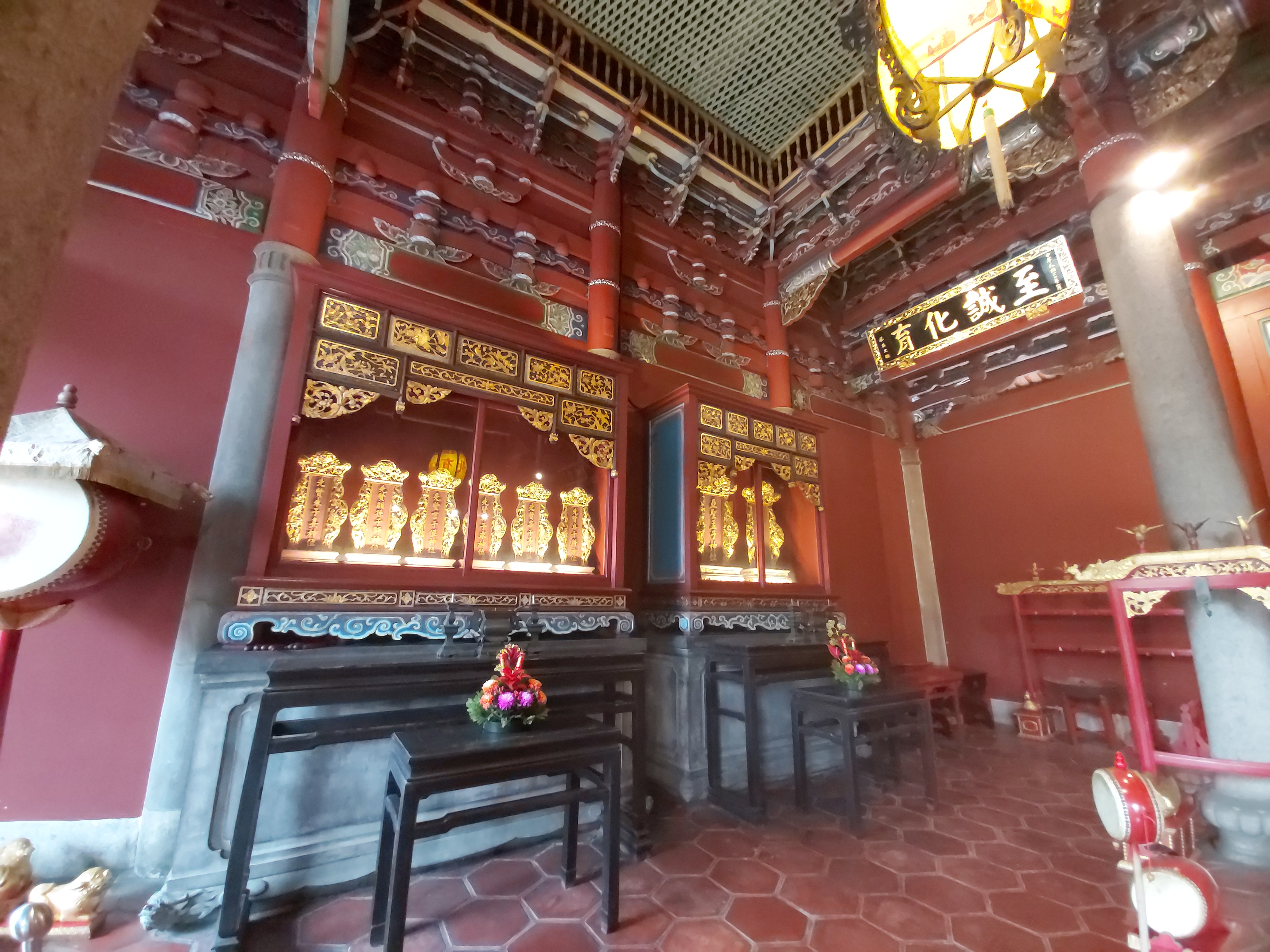
大成殿虎邊
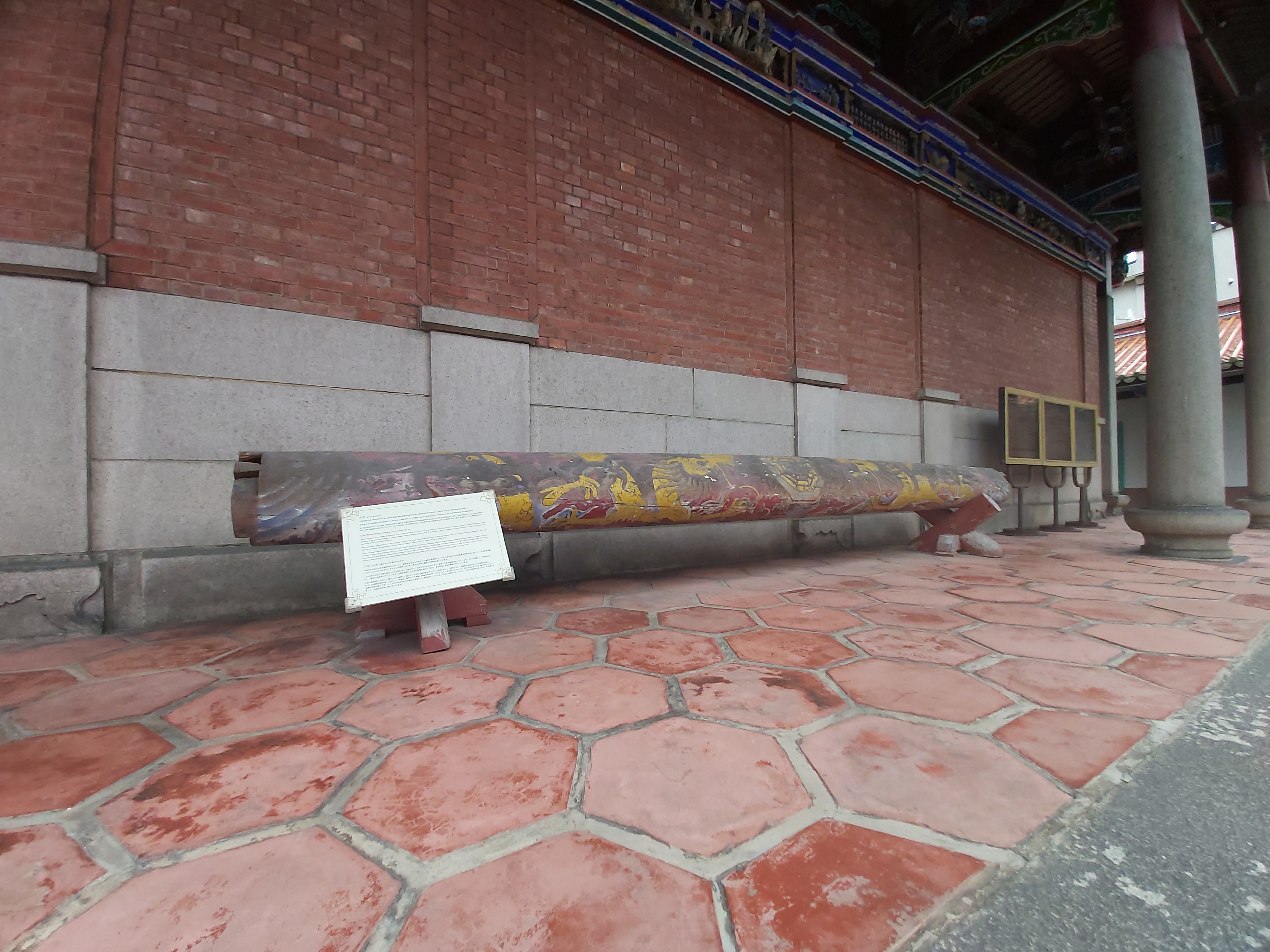
舊圓柱

東西兩廡，供奉孔子弟子及歷代弘揚儒學有貢獻先賢。有如古時住宅的護室或廂房，屋頂較低。
廟宇完工不久，當時的禮生組組長楊文彬獨排眾議，堅持在孔廟完婚，之後戰後時期廟方就不曾辦過婚禮，直到2011年12月24日大成殿重現傳統儒家婚禮，新郎為擔任過禮生的日本人水口拓壽。

#### 崇聖祠

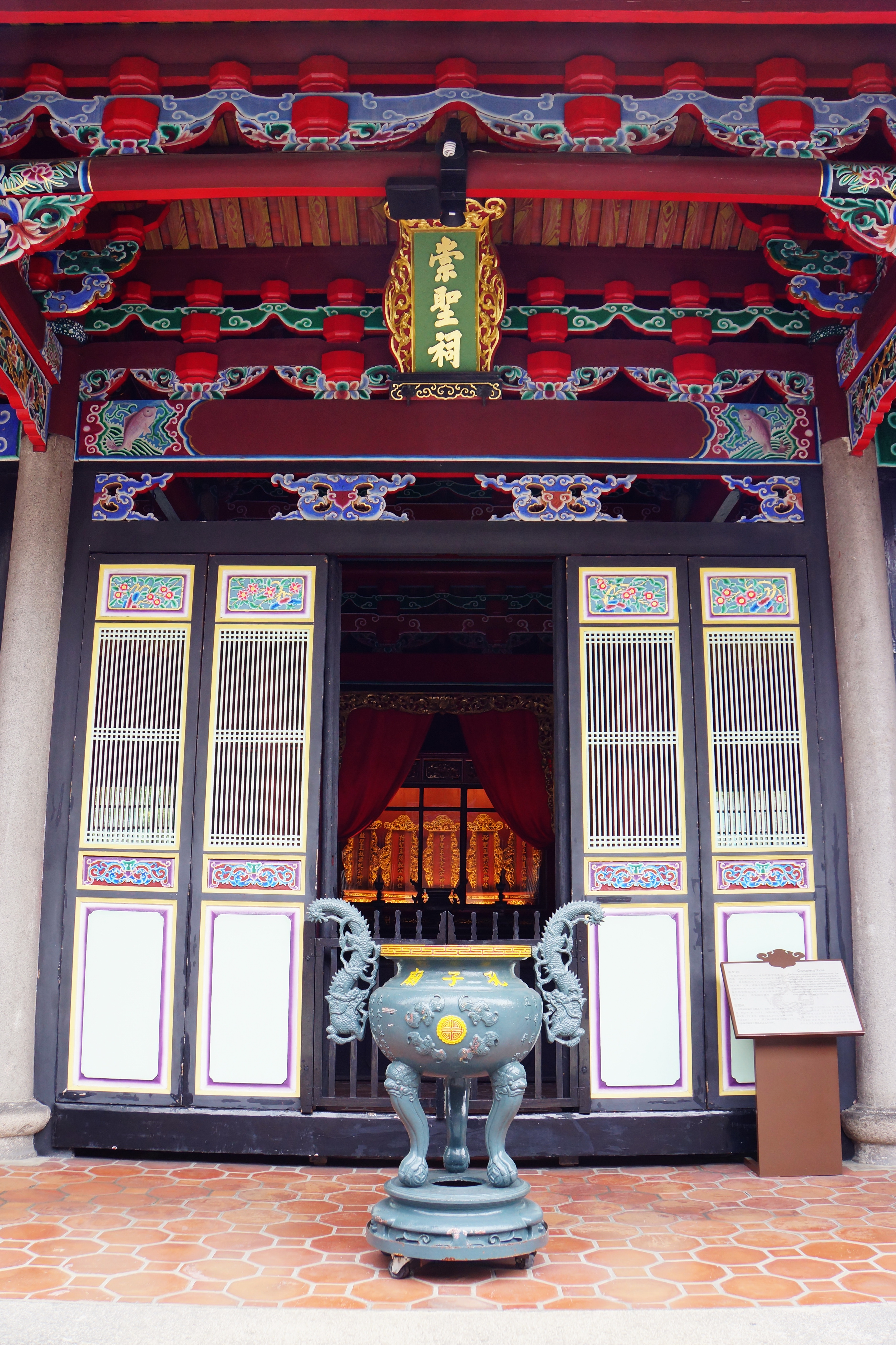
崇聖祠內-肇聖王木金父公、裕聖王祁父公、詒聖王防叔公、昌聖王伯夏公與啟聖王叔梁紇公神位。

崇聖祠原先只有曲阜孔廟有家祭性質，直到中華民國政府遷來臺灣後，此祠成為孔子世家的家祭處。祠裡供奉的是孔子上五代祖先與兄長孟皮，以及儒家代表性人物如顏子、曾子、子思、孟子、周敦頤、張載、二程、朱熹和蔡沉等人的父親：顏無繇、曾點、孔鯉、孟孫激、周輔成、張迪、程珦、朱松以及蔡元定。

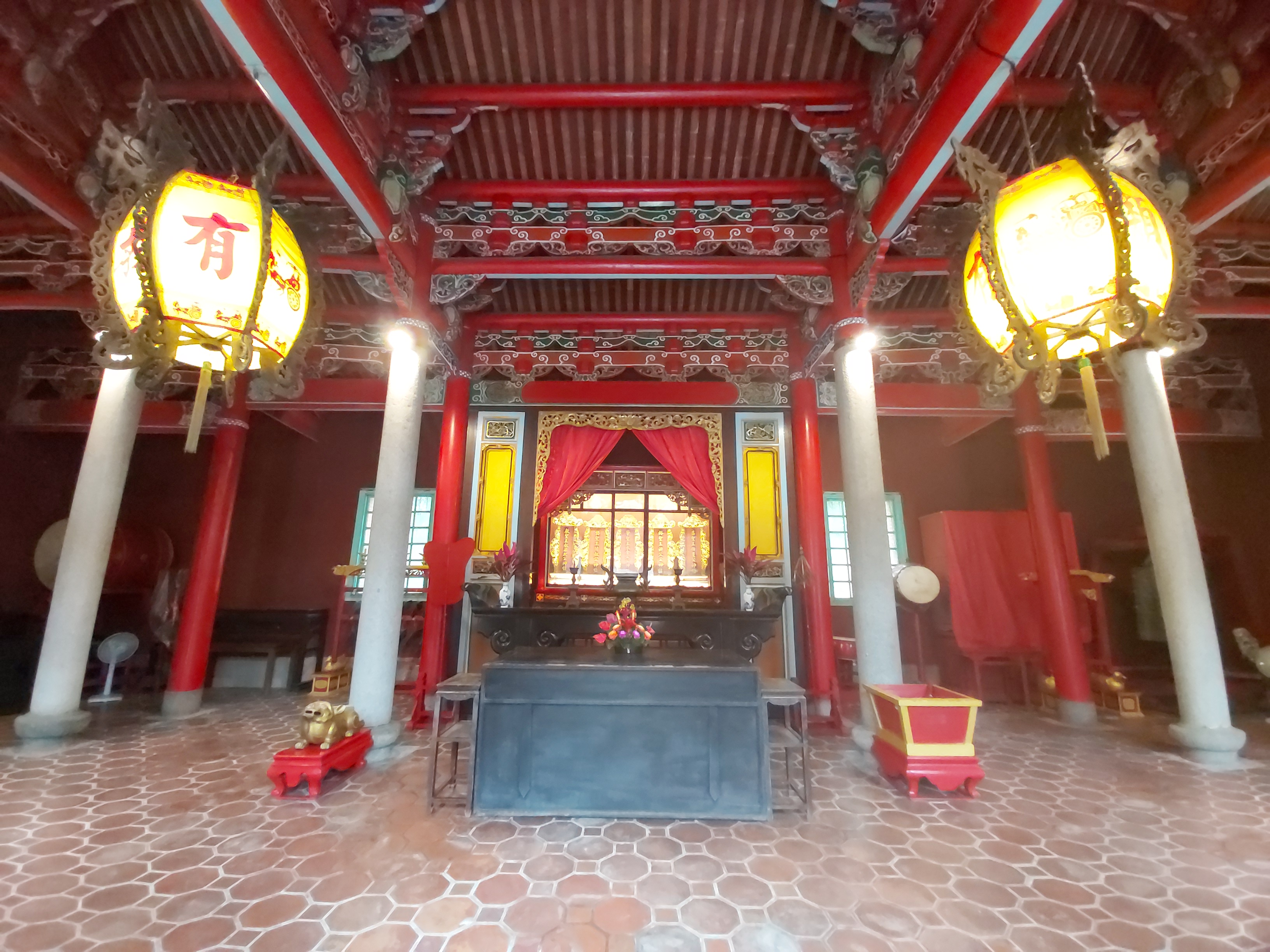
崇聖祠中央龕
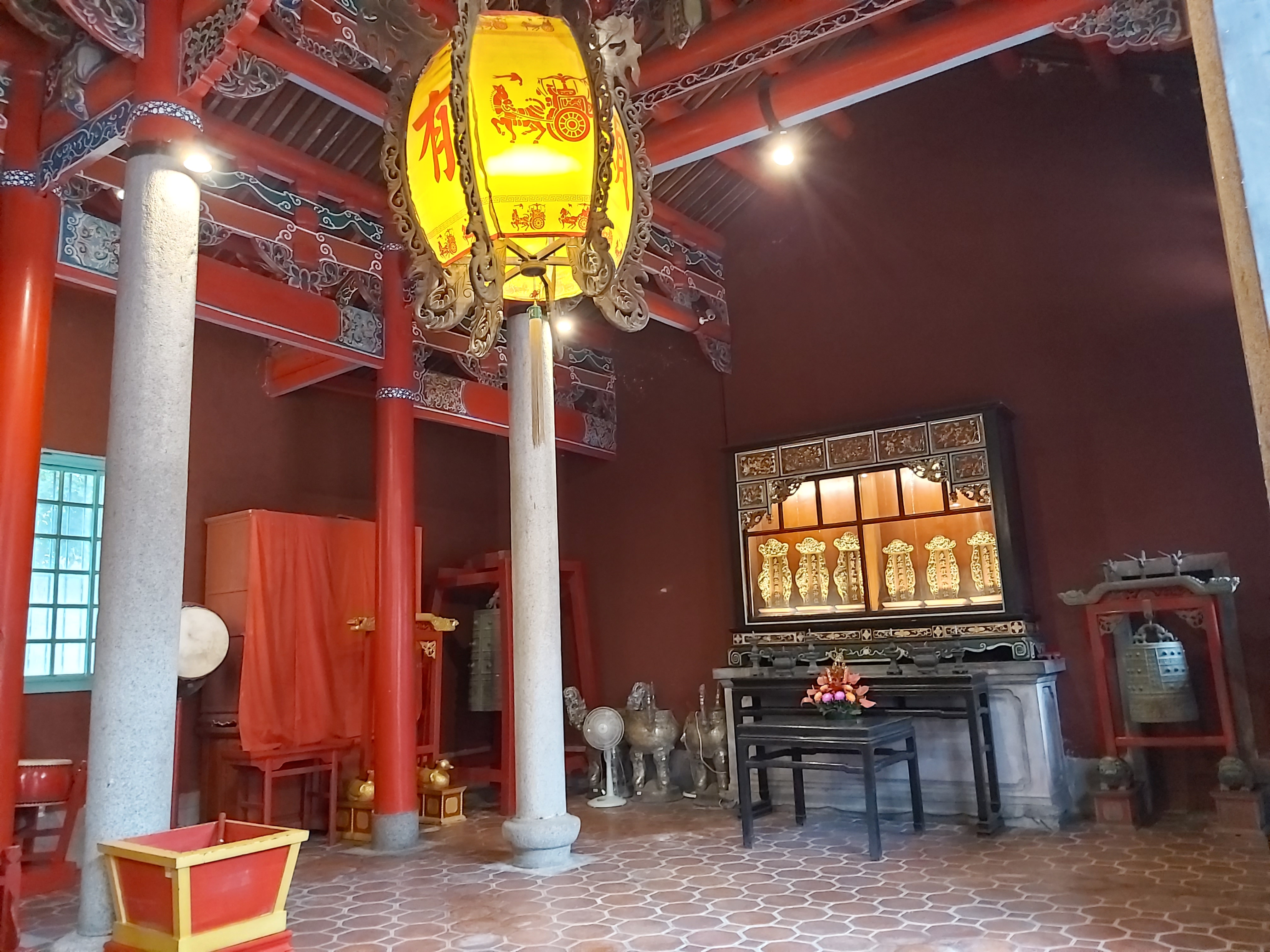
崇聖祠龍邊龕
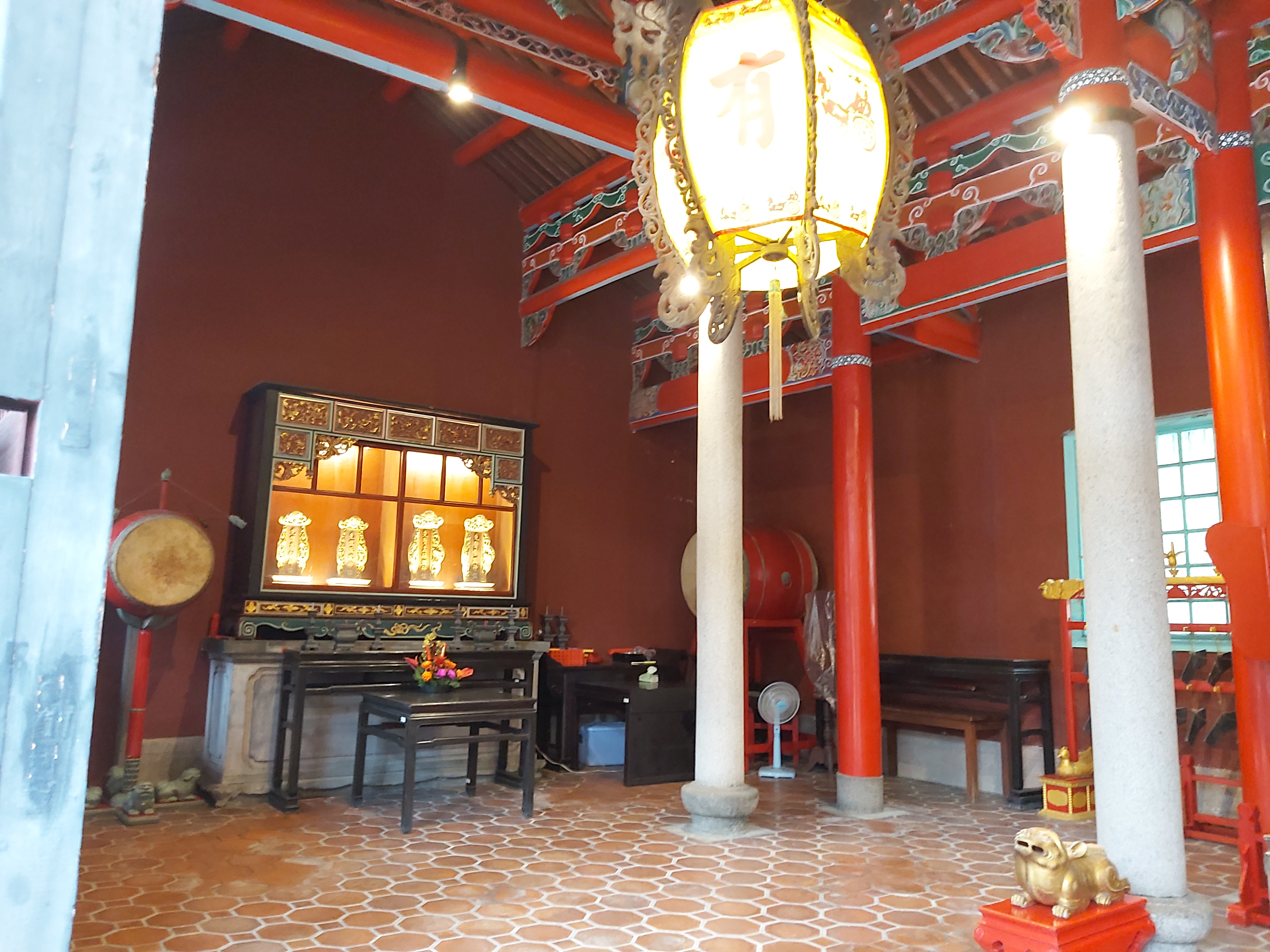
崇聖祠虎邊龕
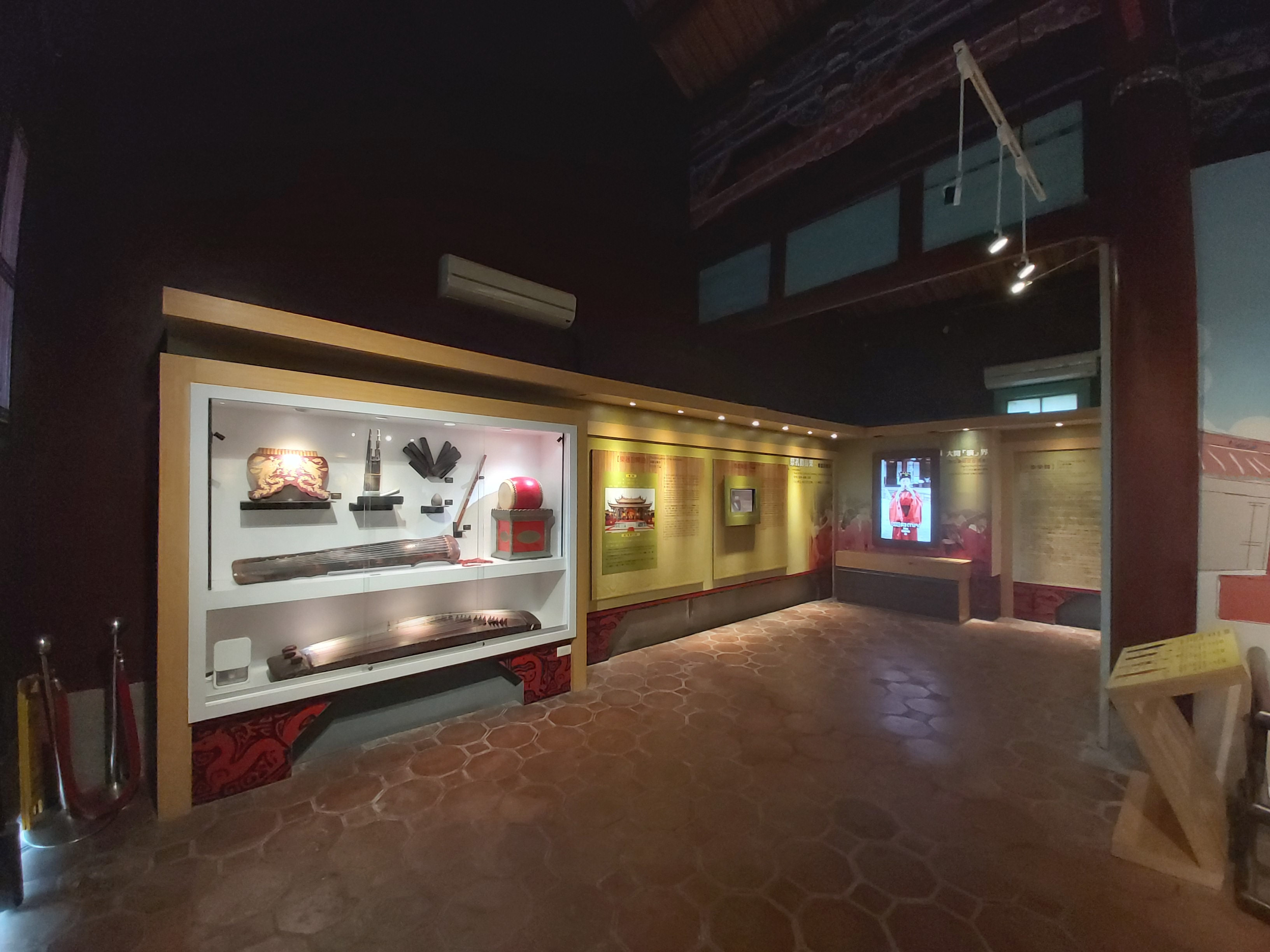
釋奠禮展間

#### 明倫堂

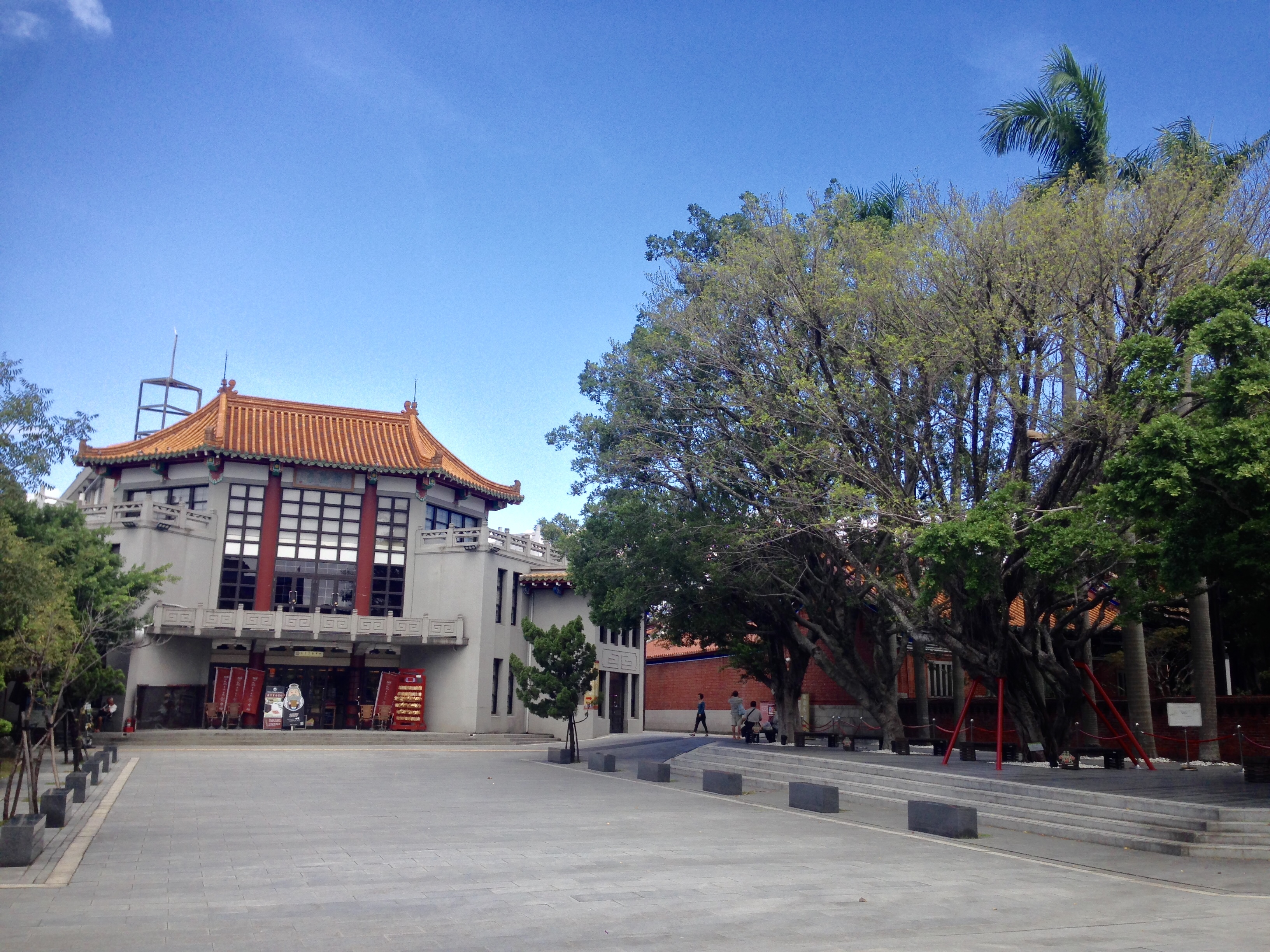
明倫堂

1954年，考試院、教育廳、台北市政府以及臺灣文化教育界人士，決定在大龍峒孔廟興建明倫堂，並成立台北市孔廟明倫堂壽建委員會，以考試院長賈景德任主任委員，吳三連市長為副主任委員，台北市議會議長黃啟瑞為總幹事、鄧傳楷、吳石山、許丙、陳清汾等任籌備委員，部份以北平故宮為藍圖，除由省府，台北市府撥助大部份外，其餘各界勸募。1955年，時任正副總統蔣中正與陳誠在堂前手植龍柏。1956年9月28日宣告落成，建築外型仿金鐘與玉磐。
建物蓋在大成殿西側，日後引發市議員張玲等人質疑，經官員王月鏡解釋因東側土地不足，並援用福建的莆田、龍溪孔廟也蓋在大成殿西側之例後，才平息此一風波。以160萬元建成後，移交給台北市政府社會局，但長久未使用。社會局原計畫將明倫堂啟用作為兒童中心，將包括兒童圖書館、兒童研究院及康樂活動場所，並可供放映電影之用。後來作為自由太平洋協會中國分會的辦公室，不久就因積欠電費被斷電，因無活動被地方人士與議員提議改為為圖書館，之後作為台北市社教館到1983年計劃遷到新大樓才收回到社會局。1991年中整修完成。
明倫堂後改造成4D劇院，於2012年3月22日開放試營運，耗資2100萬餘元。龍柏則在2011年配合明倫堂整修移植約1公尺。

#### 弘道祠

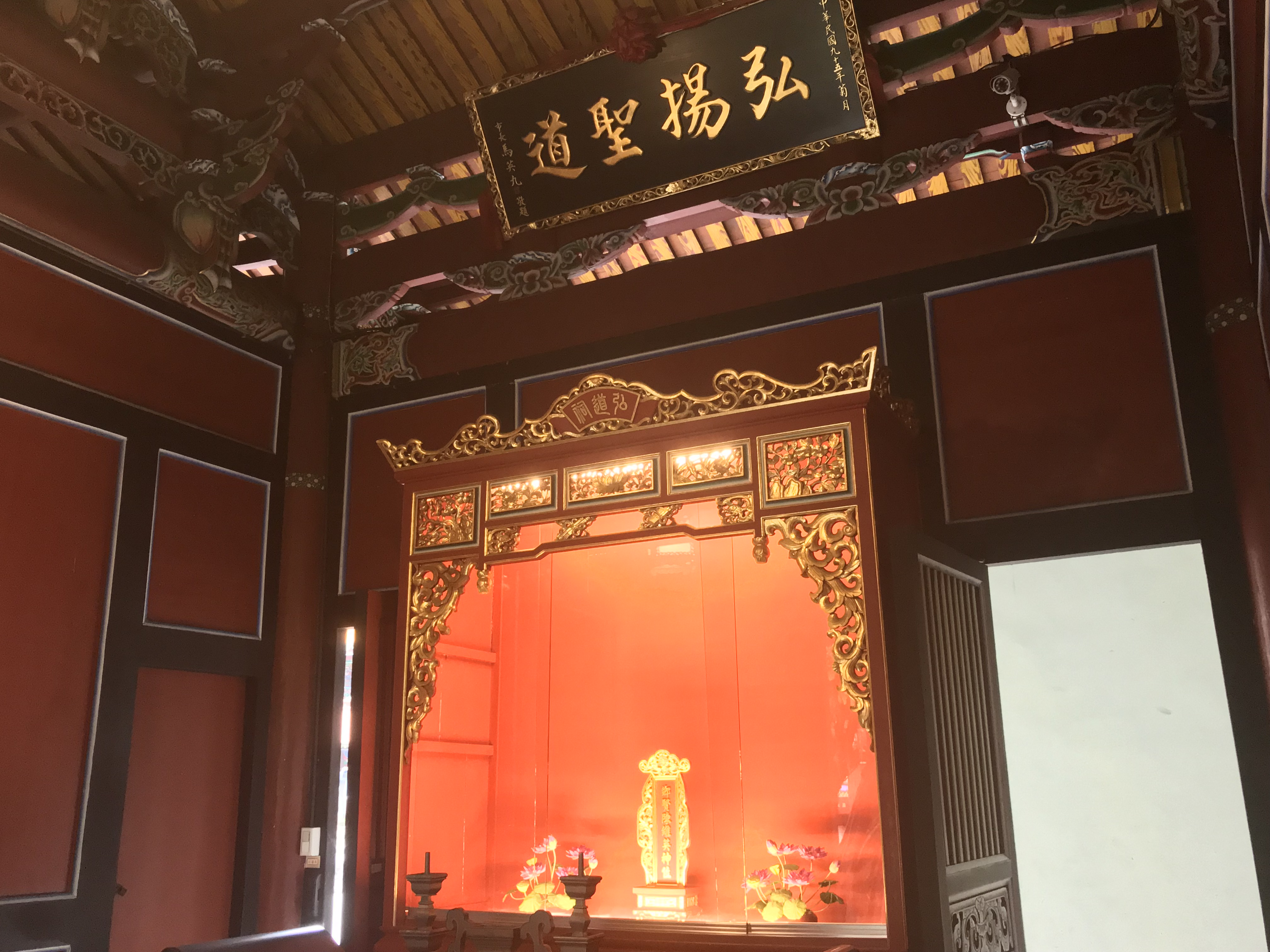
弘道祠內-鄉賢陳維英神位

1990年10月13日，管委會計畫在孔廟東邊廣場一千五百坪的空地上，仿臺南孔廟籌建鄉賢祠及藏經閣，用以收藏展示歷代各種版本四書五經，遂邀集政府官員、學者林衡道、周何、周宗賢、莊本立等人商討意見。周宗賢指出鄉賢閣並非供作藏書、研讀之處，恐與傳統相違背；台灣省住都局建築處處長薛琴認為，現代資訊發達，台北市藏有四書五經的圖書館也很多，因此用作藏書之用意義不大；林衡道則說且孔廟東邊廣場綠樹成蔭，砍除後頗為可惜。
2006年，台北市政府在儀門東側設置弘道祠，表彰對大台北地區教育、文化有具體卓越貢獻、德術兼備且逝世半世紀年以上者，於每年5月31日前受理各界推薦。原先入祀人選範圍廣闊，包括劉銘傳、蔣渭水、連橫，但該年5月2日市府決議侷限在教育、文化、孔子及儒學的範圍。該年9月23日，大龍峒士紳陳維英首先入祠，由時任市長的馬英九擔任主祭官，教育局長吳清基、文化局副局長李斌擔任陪祭官，鍾則良擔任奉神官，陳維英後代陳文德、陳澤南、陳錫說、陳俊良等擔任與祭官。2011年，黃宗羲及王少濤皆被推薦，皆未通過初審，因前者為全國性，後者是考量貢獻及影響層面後也未通過。台北市政府也曾經考慮將鄭用錫列為台北先賢入祠，審查委員認為鄭用錫應該是新竹人，和台北市的關係並不密切，而未入祠。

### 維護

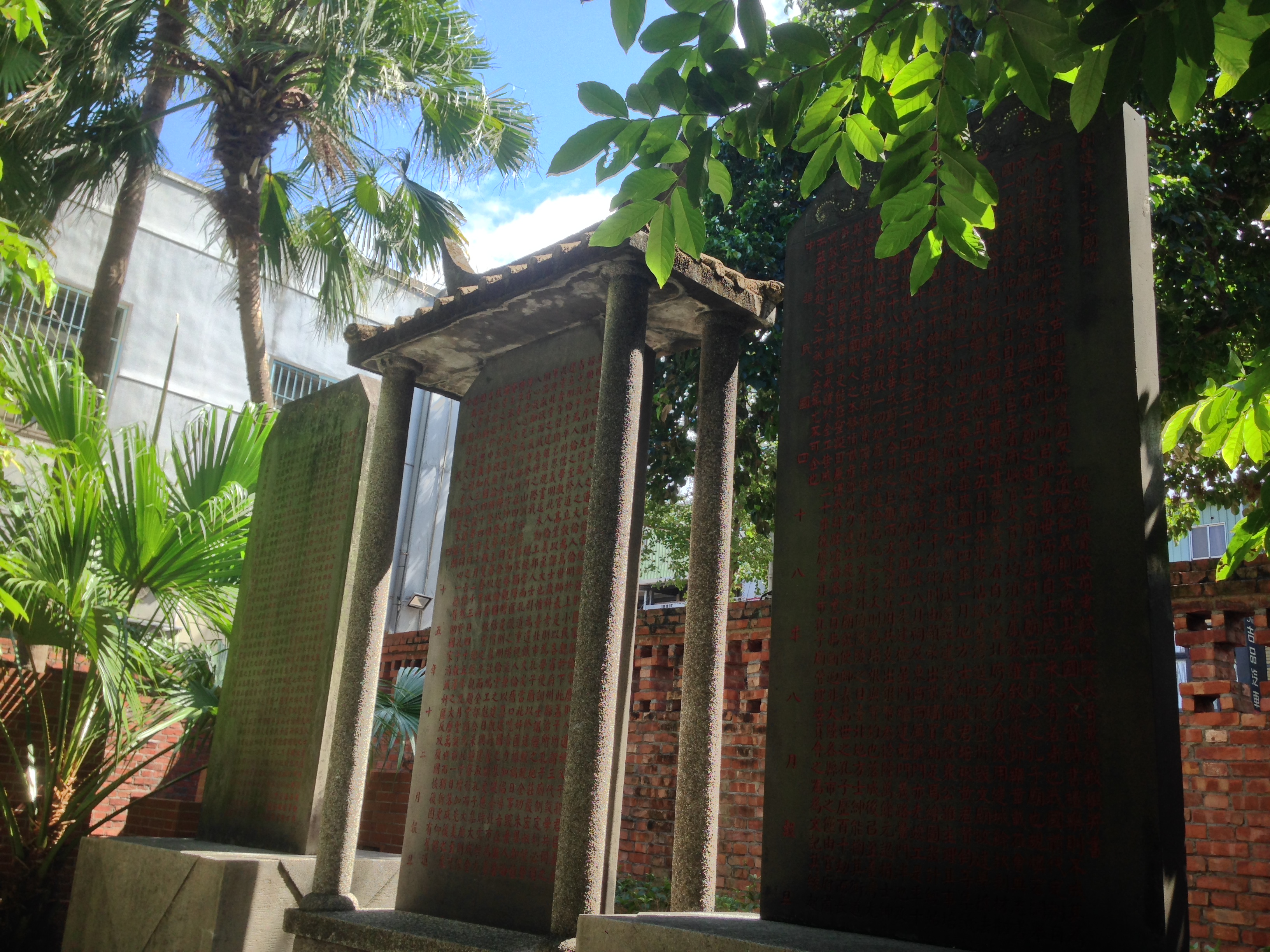
創建與維護碑記等石碑

管理委員吳開關回憶日治時每年祭孔時，臺灣總督、州知事、市長會分別贈送30元、20元、10元，以作為維護。戰後的市府每年僅曾發給少許保養費，僅敷油漆之用，致其外貌破舊不堪。1964年9月24日，日本大阪商人村岡滿義，藉歸國途中來此參觀，捐贈新台幣1萬元作修繕保養之用。1967年4月27日，市府經公共工程處勘估，編列129餘萬元用來整修廟身。
1970年4月1日，市府將此廟自民政局移交教育局社會教育館管理，因市府認為民政局疏於管理，不像社教館會將明倫堂整頓清潔。過去發生過住附近的作家黃守誠抱怨管理告示寫錯字、議員鄭瑞齋在1964年9月21日向教育局長林清輝質疑佈告錯字與管理人員在廟前洗澡等管理不善。
1971年，臺北孔子廟管理委員會成立。其組織規程設經行政院核定，主任委員一人，由臺北市政府民政局長兼任，副主任委員一人，委員九至十五人，由市長就有關機關人員、專家學者及熱心社會人士聘任，另設執行秘書一人，幹事三至五人，書記一至三人，辦理有關之業務。
翌年8月末，辜振甫、陳錫慶兩家族決定將孔廟捐獻給政府。但鹿港辜家所持分的五分之一土地產權未於地主捐獻之初即完成登記，造成辜顯榮之子辜寬敏日後需為孔廟繳遺產稅累積高達新台幣9000餘萬。1976年1月7日，嚴家淦副總統表揚辜振甫兄弟四人、陳錫慶兄弟三人以及陳寬記祭祀公業，以獎勵將私有之大龍峒孔廟土地捐獻。首任孔廟管理委員會主委為當時的台北市長高玉樹兼任，及至台北市升格為直轄市後，主委一職改由民政局長兼任。
早在1984年，市政府開始籌劃孔廟全面整修工程。由於廟產曾屬於中央，卻由市政府維護管理，管理權與所有權不一引起爭紛，導致市議員決定在1986年刪除孔廟預算。後市府以墊款方式，向台北市審計處商借經費，還曾計畫在士林區河川地上另建新孔廟。同年12月，中央政府將孔廟轉贈給市政府，但這時才發現孔廟有面積總計1.0377公頃的三筆土地，分別為辜顯榮、辜寬敏所持有，市府於只好在民國七十八年（1989年）度預算及追加預算中編列1億1776萬3千8百01元，代替辜家抵繳遺產稅。
因台北市議會屢次刪孔廟整建預算，如1990年預算被打七五折只剩2000多萬元，加上傳統建築的老師傅日益凋零，修繕工作在該年第9度流標。當時孔廟管理委員會執行祕書詹溪華抱怨僅建築物本身問題百出，演奏樂器也破舊不堪，像晉鼓、應鼓已使用廿年，鼓皮均已破裂。次年末，內政部將中山堂、臺灣總督府交通局鐵道部、此廟列為三級古蹟。不過被列為古蹟時，並未載明本體與範圍，導致日為圍牆是否拆除的爭議。
廟完工約六十年以來，並未做過大規模整修，直到1992年完成大成殿、東廡、西廡的修繕工作。九二一大地震時又受損。後斥資約5000萬元發包，2008年8月完成修復。

## 釋奠

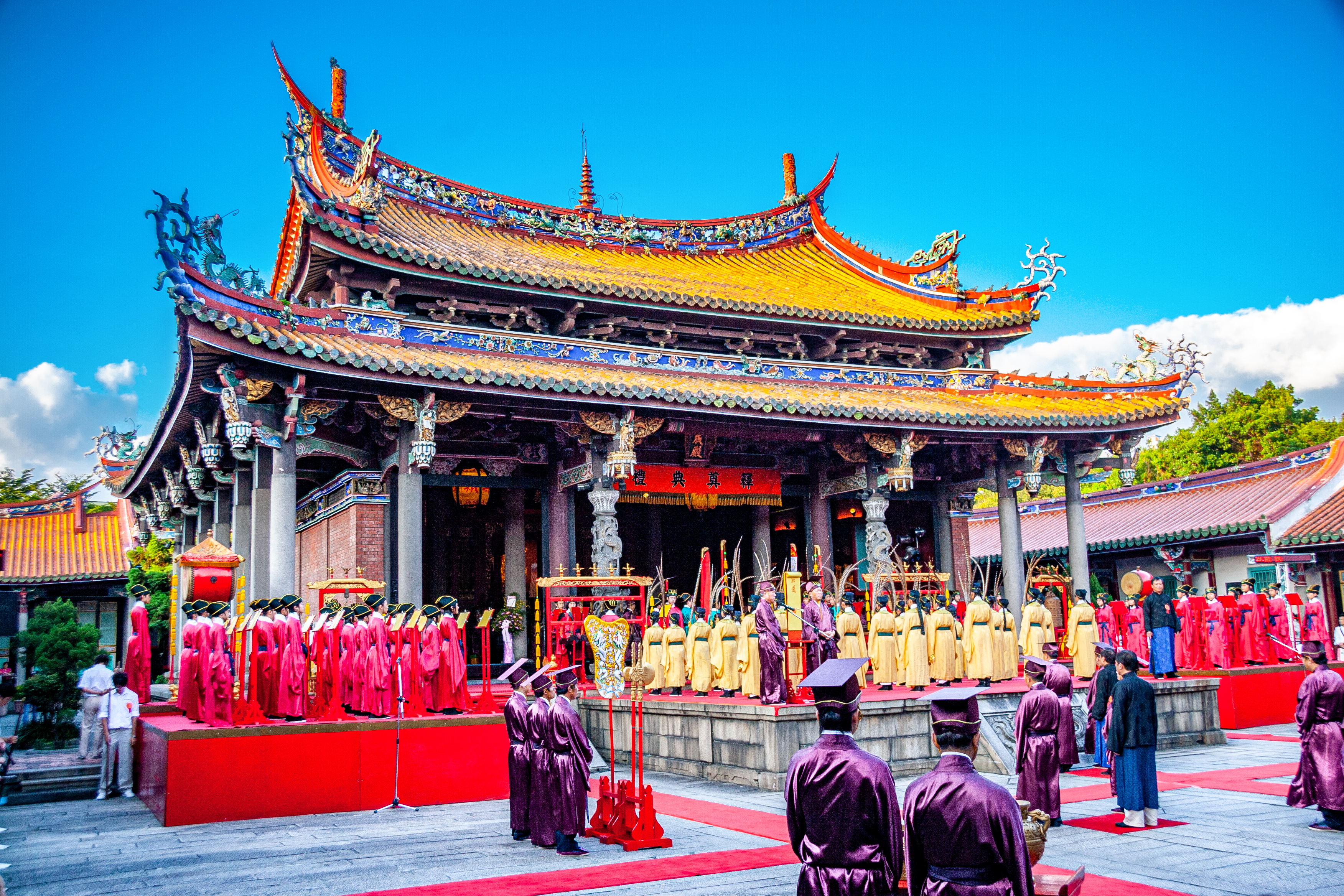
釋奠典禮

在臺北府文廟不存與此廟建立前的過渡期，神位委身於臺灣總督府臺北師範學校旁的小廟，逢祭孔大典請到寬敞的地點，如今日的蓬萊國小、太平國小的大禮堂、艋舺龍山寺都輪流接辦過。
1968年，奉總統命令，內政部、教育部研究改進祭孔禮樂衣冠，與台灣省政府民政廳、教育廳、台北市政府民政局、教育局、至聖先師奉祀官孔德成及專家學者組成名為「祭孔禮樂工作委員會」的組織，推請蔣復璁擔任主任委員，就祭孔雅樂、禮儀、樂器、祭器、舞蹈、服裝等項目，研究改進。
1970年9月制定的《祭孔禮樂之改進》方案中規定，定春祭為民間祭祀、秋祭則以孔子誕辰釋奠典禮為政府主辦。服裝上秋祭為政府官員主祭，因此正、分獻官必須著國定的冠服；春祭為民間團體主持，須著唐朝民間服飾。
基隆慈雲寺在2004年開始改以傳統儒家正統典禮祭孔時，特別請臺北孔廟來指導。

### 祭前預備

#### 訓練諸生
執事人員包含禮、樂、佾、歌、饌生。
此廟宇興建時，即開始訓練佾、禮、樂諸生。按古禮，擔任佾生、禮生及樂生等職務者須為男性。1990年首度有女樂生；1993年起首度有女佾生；2012年春祭首度開放女禮生。
禮生分有通贊、引贊、痙毛血、讀祝、香案前、至聖神位前、東配神位前、西配神位前、東序神位前、西序神位前、酒罈所、東廡先賢神位前、東廡先儒神位前、西庭先賢神位前、西廡先儒神位前、東廡盥洗所、西廡盥洗所、迎送神、儀門啟闔扉、捧帛、捧祝、進撤饌、櫺星門啟闔扉等職。秋祭禮生人數約七十人，負責協助三十幾道儀程進行，包含瘞毛血、鳴鼓、迎神、上香、恭讀祝文等，並引導正獻官等人執禮，有時需邊念台詞邊行走，但禁帶小抄，聲音要有起伏，適度換氣並調整音量，講究動作和聲音穩定。他們需讀禮儀規範的專集教材訓練。其評選並無特定評選方式，以往由孔廟當地仕紳、望族、文人後代、宮廟人員協助祭孔大典執禮，代代傳承。1974年，不同過去一般由五旬以上者擔任，改由年輕的國中、小教師。1988年時禮生為國立師範大學學生擔任，為首次改為大學生當禮生，自1996年起重新召募在地仕紳擔綱。明倫高中也多年來支援孔廟讓學生擔任禮生。
樂生過去慣例為成淵國中學生擔任，自2013年開始樂生由重慶國中學生擔綱。何名忠會製造古樂器並指導樂生演奏。所演奏的樂曲採用明朝洪武五年（1372年）所頒訂五聲音階的《孔廟大成樂》，每曲一百廿八拍，四拍為一小節。
歌生也是成淵國中擔任。他們會用小楷寫唱詞的笏板，以便在祭典中看著唱。祭祀歌詞據宋徽宗時大晟府所撰再作修改，原有十四首，廟方選用〈迎神〉、〈奠帛〉、〈初獻〉、〈亞獻〉、〈終獻〉、〈撤饌〉及〈送神〉。
自1931年開始，由地緣之利的大龍國小學童擔任佾生。每年教師節過後校方就會徵選佾生，以四年級為主。學習釋奠佾舞頻率以上學期一周三次，到下學期每天早晚各一次，寒暑假皆須演練，7月時每日都要練習，直到佾生升上五年級後方能上場。別於臺南孔廟佾舞的服飾以及舞蹈皆沿於清朝禮制，大龍國小佾生服飾及佾舞沿自於明朝禮制。舞蹈參考王圻輯《三才圖會》的〈大成殿雅樂舞生圖〉及〈大成殿雅樂奏曲〉之譜，前者將佾舞的每步驟一一繪出，方位、手勢一目了然，後者則將歌詞與工尺譜並列。多年來由大龍國小教師盧川教授佾舞，教導近四十年後，改由陳政冠接任。學校許多佾生代代相傳，如第一代佾生陳錫說，是陳悅記家族第七世子孫，其子陳蜀熙、其孫陳奕宏都當過佾生。1991年一貫道主持春祭時，禮生由一貫道所屬崇德文教基金會成員擔任，樂生也由玉山寶光聖堂負責，但佾生依然用大龍國小學生擔任。2010年春祭時，首次由北市博嘉國小學童擔任佾生。
饌生慣例由大同大學學生擔任，當典禮儀程進行至進饌時，手捧裝有饌品之籩、豆，隨著節奏進入大成殿上呈供品。開平餐飲學校學生也擔任饌生。

#### 擺設太牢

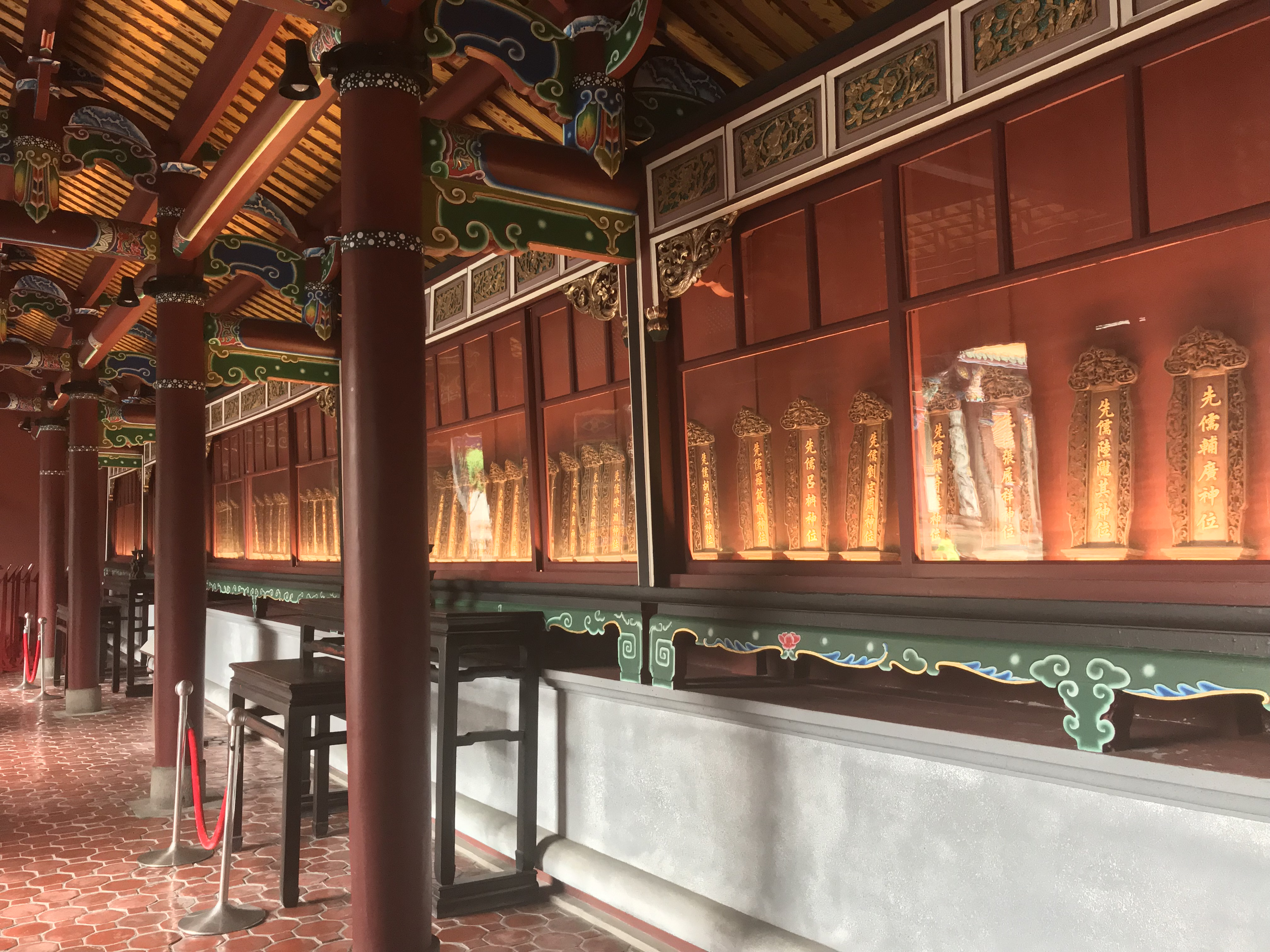
東廡內

廟方要準備祭品，大成殿供奉牛、羊、豬各一隻（太牢），崇聖祠為羊、豬各一隻（少牢），東、西廡則各合供豬一隻（饋食），還需近兩百種祭饌。三牲的血作為瘞毛血的迎神之物。宰殺的規定嚴格，譬如必須在凌晨四點正宰殺，以便禮生在孔廟門外西邊埋葬。
三牲中，以牛最考究，須骨肉均勻，牛角由外向上捲曲呈名為「龍鬚角」的形狀為佳，並以未經交配者為上選。人們在祭孔會強拔稱為「智慧毛」的牛毛，裝在小塑膠袋內珍藏、供在家中供桌、夾在書裡、甚至放在湯裡來全家一起喝，希望增長智慧。但這拔毛行為被認為野蠻、混亂，引起黃碧端、《黑白集》批評，還有人開玩笑說用刺蝟來當祭品以教化世人。1994年首度為牛身先蓋上外衣，以防民眾撤饌時強制拔毛。
太牢三牲的擺放是牛在中，左羊右豬。原先祭完後，肉被分贈給主祭執事等人，但因所費昂貴改以向屠宰商租來。1959年秋祭時，就因當年水災節約關係，向屠宰場借用，為祭孔有史以來的第一次。在1979年記者敖智寧報導時，租用一頭大黃牛祭孔約要新臺幣8000餘元，羊與豬每頭則在2000元左右。1984年該年，三牲的預算被市議員刪除，後有民間團體願意無條件支應這筆經費。1990年舉行時正好逢市場休市禁屠日，讓祭孔大典第一次出現冷凍牲品。
1988年，民間社團主持春祭時，全部均由素食麵製品代替。次年春祭，又恢復肉品祭祀。1991年，一貫道總會舉辦春祭時，再改用素食。1997年秋祭的三牲也改用糯米製，提議的孔廟執行祕書白淑玲因此升任大同區公所主任祕書。

### 秋祭
1952年8月6日，行政院會議通過，將孔子誕辰從國曆8月27日改為9月28日。該年秋祭，先師孔子聖誕釋奠典禮台北市籌備委員會，決定擴大慶祝孔子誕辰，9月25日到30日在廣播電台舉行廣播週，邀請台北市長吳三連、教育部長程天放、考試院長賈景德、孔德成、教育廳長陳雪屏、台大校長錢思亮輪流播講。同月28日，在此廟舉行釋奠。過去中央政府多派省主席代表參加，精省後多由內政部長代表參加。1976年起，祭孔大典不再設置座位，所有人士一律排隊站立參加祭祀，以表示尊崇之意。
除佾生、禮生及樂生外，擔任各項執事者、正獻官、陪祭官、糾儀官等職務者早先規定也須為男性。1959年秋祭時，省議員陳茂榜、李丙心、陳大拔、郭國基四人被邀請陪祭，但女議員胡克柔被黃啟瑞市長以中國歷史上並無邀請女性為大成殿陪祭之例，排除在外。1976年，台北市孔廟管理委員會報請內政部同意後，邀請女性擔任陪祭官等職務。該年有三位女陪祭官，她們服裝也發生爭議，有穿旗袍、有穿風衣。1986年民政局長王月鏡擔任糾儀監禮官，首開女性擔任此職先例。1996年孔子誕辰由單小琳擔代表市長陳水扁任首次的女正獻官。

#### 大致流程
大致流程為啟扉、瘞毛血、迎神、樂作、鞠躬、進饌、上香、行初獻禮、行初分獻禮、樂止、恭讀祝文、鞠躬、行亞獻禮、行亞分獻禮、行終獻禮、行終分獻禮、上香、飲福受胙、撤饌、樂作、送神、捧祝帛詣燎所、望燎、復位、闔扉、撤班、禮成等儀式。
釋奠禮之日夜半，先在崇聖祠（聖祖殿）舉行內祭。基於「子不先食於父」的觀念，各地孔廟在祭孔大典前，都會先在崇聖祠祭祀。
晨六時鼓初嚴，遍燃庭燎香燭，隨即進行鼓再嚴、鼓三嚴。執事者各司其職，糾儀官升階監禮，陪祭官和分獻官就位，然後兩位引贊高聲唱吟領引主祭官盥洗就位。主祭、陪祭、總統代表及奉祀官均須著藍袍黑褂的國定禮服。依慣例由臺北市市長擔任正獻官，分獻官則會有八位。禮、樂、佾生按建鼓五步一頓節奏，移步就位。琴瑟絃樂位置在大殿之內；笙、管、笛、蕭、壎、箎等管樂在殿外階上。
樂長高唱〈咸和之曲〉下，進行迎神、進饌的儀節。開啟儀門後，主祭高擎銅盤，盤上瓦缽中盛有三牲祭禮毛血，步出大門予以瘞埋，大殿打掃整潔之後，全體肅立，由分持爐、燈、斧、鉞、傘、扇的禮生導引主祭官出門迎神，再迎進大殿進饌上香。送迎神隊伍會分東西兩行相對，魚貫出儀門及欞星門側門，在門外會合由中門轉入迎神進大成殿。進饌後樂奏〈寧和之曲〉，正、分獻官分別到香案上香，接著麾生舉麾、節生舉節、樂舞並起。佾生身著黑金邊黃綢袍，腰束綠色綢帶，頭戴黑色皂巾，右手秉翟，左手持籥。他們先雙手合於胸前相交，舞時以身體為中心點，表現出謙遜恭敬、莊嚴內斂之內涵，每舞蹈動作各代表一字，歌聲唱完一句，樂曲奏完一節，佾生正好完成一組動作。每一個獻禮有三十二個舞姿，配合詠唱三章四言八句詩歌。佾舞共九十六個動作，一上場就是一個多小時。
在樂舞時，行初獻禮、初分獻禮、讀祝文，全體行三鞠躬禮後，樂奏〈安和之曲〉，行亞獻禮、亞分獻禮、再樂奏〈景和之曲〉、行終獻禮、終分獻禮，隨後正獻官隨引贊到香案全飲福受胙。
之後，在樂奏〈咸和之曲〉下，撤饌、送神。撤饌時，肉商要立即運走三牲。但民眾拔牛毛並不是儀節的正式程序，因此1995年秋祭時改發諧音為「智慧高」的糕點。直到1997年秋祭時，孔廟執行祕書白淑玲將太牢改為素食，才終止拔毛習俗。
最後，司帛者接帛到燎所。鐘鼓齊鳴下，正獻官隨引贊到燎所望燎後，欞星門及儀門一一關閉，撤班而禮成。

### 春祭

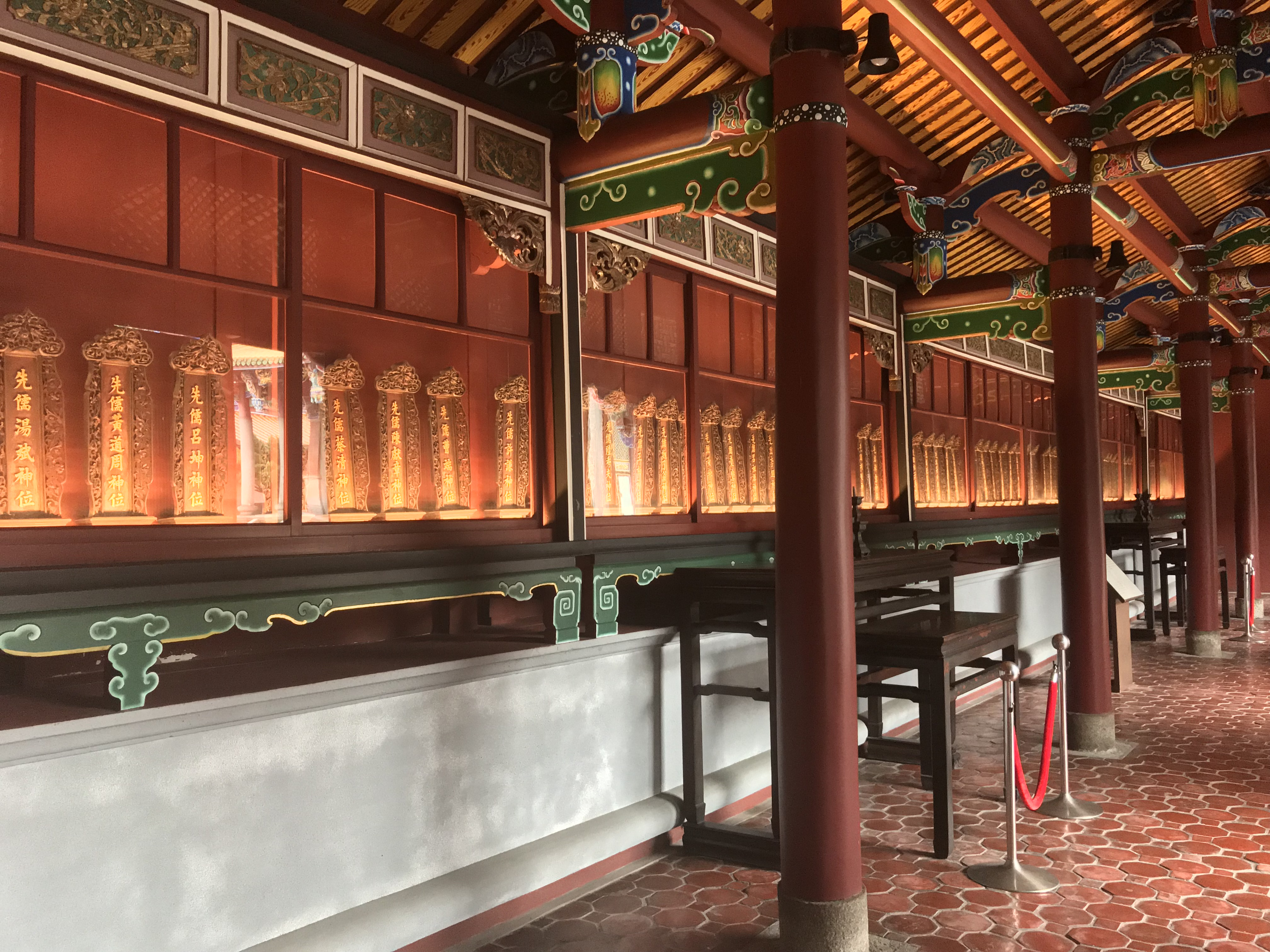
西廡內

祭孔禮樂工作委員會主任委員蔣復璁曾在1970年9月23日記者會上宣示，為宏揚固有文化，自明年起除原有官員主祭的秋祭外，會恢復古制的春季祭典，由民間祭祀。定為仲春二月上丁日的春祭久無舉行，直到1980年台北延平扶輪社以復興中華文化為口號，首先發起協同中國禮樂協會、台北市祭孔禮樂工作會成立春祭釋奠委員會，才在此廟舉行。因經費困難而未能持續，1987年8月18日，廟方向市政府民政局建議春祭改為官辦。
自1980年後，1988年由國際獅子會三○○A一區第二專區復辦，並由台北市補習教育協會、台北市台中縣同鄉會、台北市聯合報產業工會及郭元益食品共同協辦，同樣遵照祀孔古禮進行。但該年因文化局提供的春祭禮服過於破舊，只能穿秋祭的禮服長袍、黑掛和黑布鞋權充使用。
2008年3月5日首度舉行官方春祭時，市府民政局局長黃呂錦茹說，以往台北孔廟只辦秋祭，場面太過嚴肅，春祭後則可辦得活潑一點，使民眾對孔子思想能更接近。台北市政府精簡奉祀官及總統上香流程、祭孔音樂重新編曲，並加入多國語言朗誦《禮運·大同篇》。
在2009年春祭，一位女分獻官拿相機拍照，引起台下觀眾大聲抗議不符禮制。2011年，邀請台灣藝術大學師生改編新式佾舞，由36位該校舞蹈系女學生擔綱佾生，和過去男女混搭情形相當不一樣，舞蹈三度轉身背對孔子像，面對觀禮者表演，並打破隊伍雙邊對稱傳統，首度出現交錯、蹲站變化。

## 外部連結
- 臺北孔廟孔子2560週年誕辰釋奠典禮紀實影片 （页面存档备份，存于）
- 臺北市孔廟管理委員會 （页面存档备份，存于）
- 臺北市孔廟儒學文化網
- 臺北孔子廟—文化部文化資產局 （页面存档备份，存于）